# Zug (Stadt)
Zug (schweizerdeutsch Zùùg [tsʊːɡ̊], französisch Zoug, italienisch Zugo, rätoromanisch Zugⓘ, lateinisch Tugium) ist eine Einwohnergemeinde und der Hauptort des Schweizer Kantons Zug.

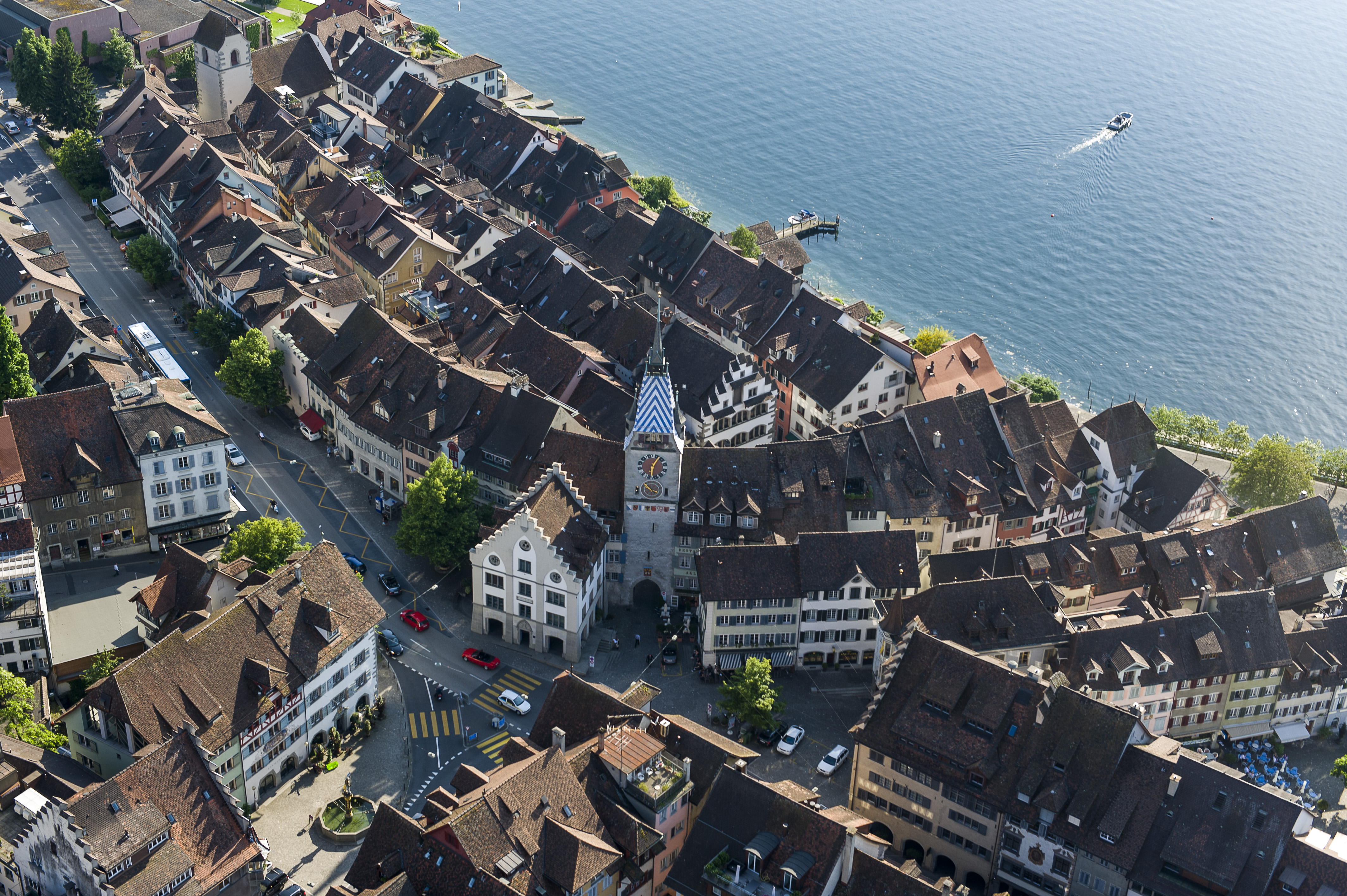
Luftaufnahme der Altstadt von Zug (2009)

## Geographie

### Lage

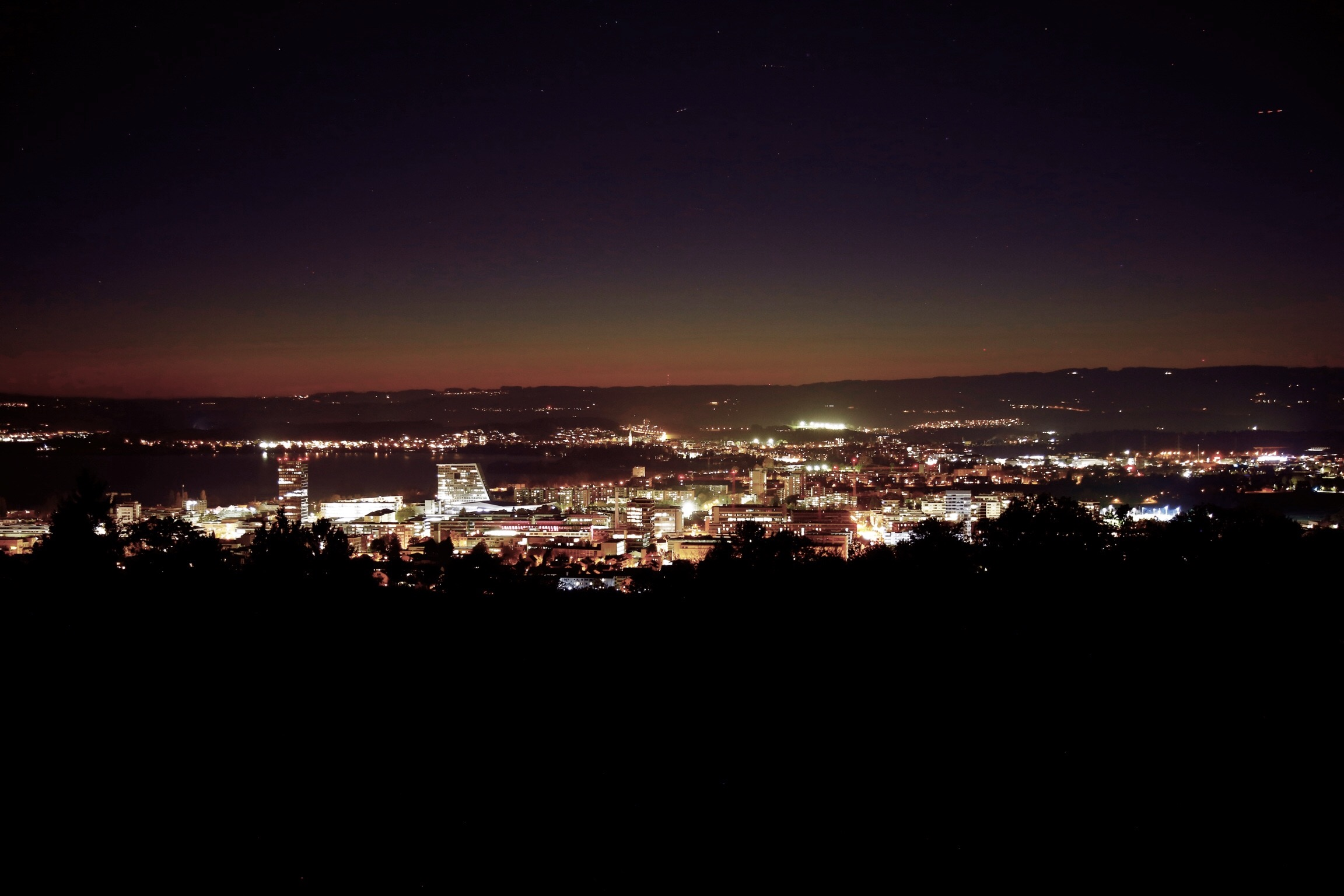
Blick auf Zug in der Abenddämmerung

Zug liegt auf 425 m ü. M. am Zugersee, eingebettet zwischen dem nordöstlichen Ufer des Zugersees und dem Fuss und den unteren Westhängen des Zugerbergs, in der Zentralschweiz, im Schweizer Mittelland. Die Stadt Zug liegt 23 km südlich von Zürich (Luftlinie).

### Flächennutzung
Die Fläche des 33,84 km² grossen Gemeindegebiets umfasst einen Abschnitt am Nordostufer des Zugersees, am Übergang vom Schweizer Mittelland zur voralpinen Hügellandschaft. Von diesen knappen 34 km² entfallen 12,21 km² auf den Zugersee. Die Seeuferlänge von Zug beträgt ungefähr 11 km und reicht von der Bucht östlich von Cham bis an den Lotenbach in der Nähe von Walchwil. Der Landanteil der Zuger Gemeindefläche bestand 1997 zu 23,8 % aus Siedlungsfläche, zu 35,5 % aus Landwirtschaftsfläche, zu 38,1 % aus Wald und Gehölzen und zu 2,6 % aus unproduktiver Fläche.

### Gewässer
Entlang des Nordufers des Zugersees umfasst das Gebiet einen rund 1 km breiten Streifen der Lorzenebene (auch Baarer Ebene genannt), die auf durchschnittlich 420 m ü. M. liegt. Diese Schwemmebene wurde nach der letzten Eiszeit durch Erosionsmaterial aufgeschüttet, das von der Lorze aus dem oberen Einzugsgebiet mitgeführt wurde. Drei Wasserläufe münden aus dieser Ebene in den See, nämlich von Westen nach Osten der Steinhauser Dorfbach (bildet zugleich die Westgrenze des Gemeindegebietes), die Alte Lorze und die kanalisierte Lorze. Der untere Lorzelauf wurde 1976 korrigiert und um mehr als 1 km ostwärts verlegt. Während die frühere Lorzemündung durch einen in den See vorgeschobenen Schwemmkegel bei der Kollermühle gekennzeichnet ist, mündet der begradigte Flusslauf beim Erholungsgebiet Brüggli in den Zugersee.

### Geologie
Der östliche und südliche Teil des Gemeindebodens wird vom Zugerberg eingenommen, der geologisch aus aufgefalteten Schichten der subalpinen Molasse besteht. Dieser voralpine Höhenrücken, der im Hünggigütsch auf 1039 m ü. M. gipfelt, weist in seinem Kammbereich ein Hochplateau mit einer Breite von bis zu 2 km auf. Zwischen den Moränen des würmeiszeitlichen Reussgletschers entstand hier das Hochmoor Eigenried (zum grösseren Teil auf dem Gebiet von Walchwil), das zu den wertvollsten Naturschutzgebieten des Kantons Zug zählt. Nach Westen fällt der Zugerberg steil zum Zugersee hin ab, nur der Hangfuss zeigt im Bereich der Stadt Zug eine sanftere Hangneigung. Der Hang ist von ausgedehnten Buchenmischwäldern bestanden und durch die Erosionsrinnen einer Reihe kurzer Bachläufe, darunter des Bohlbachs, des Mülibachs und des Lotenbachs, untergliedert. Ein kleiner Anteil der Gemeindefläche liegt am Ostabhang des Zugerbergs im Einzugsgebiet der oberen Lorze.
Ferner besitzt die Stadt Zug eine rund 1 km² grosse Exklave namens Alpli am Nordhang des Rossbergs. Sie umfasst eine Karmulde mit alpinen Bergweiden, die zwischen den Gipfeln des Gnipen (1567 m ü. M.) und Wildspitz (mit 1580 m ü. M. die höchste Erhebung des Gemeindegebietes) liegt und vom Alplibach über den Hüribach zum Ägerisee entwässert wird.

### Stadtgebiete und Nachbargemeinden

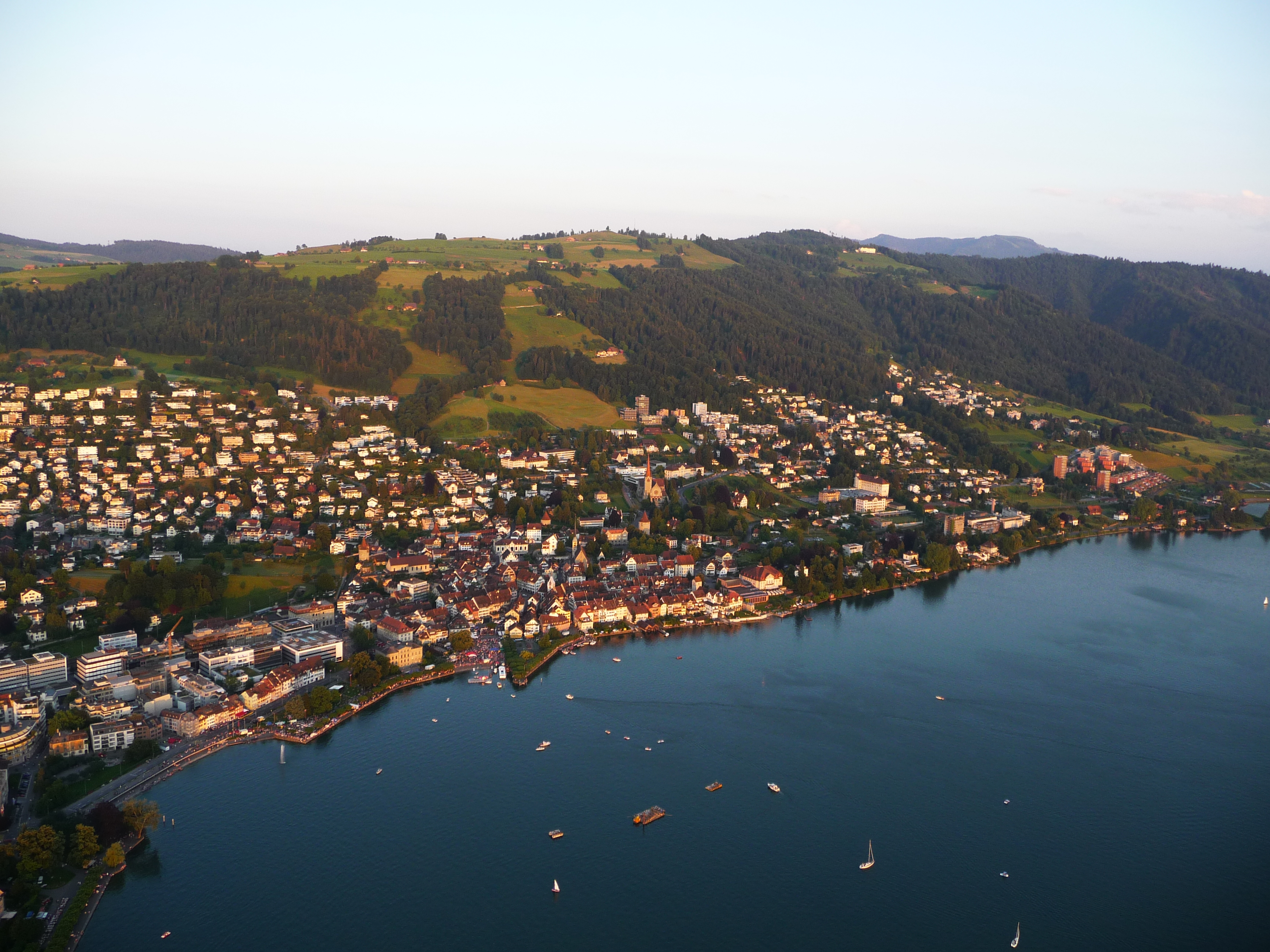
Blick aus der Luft auf die Altstadt

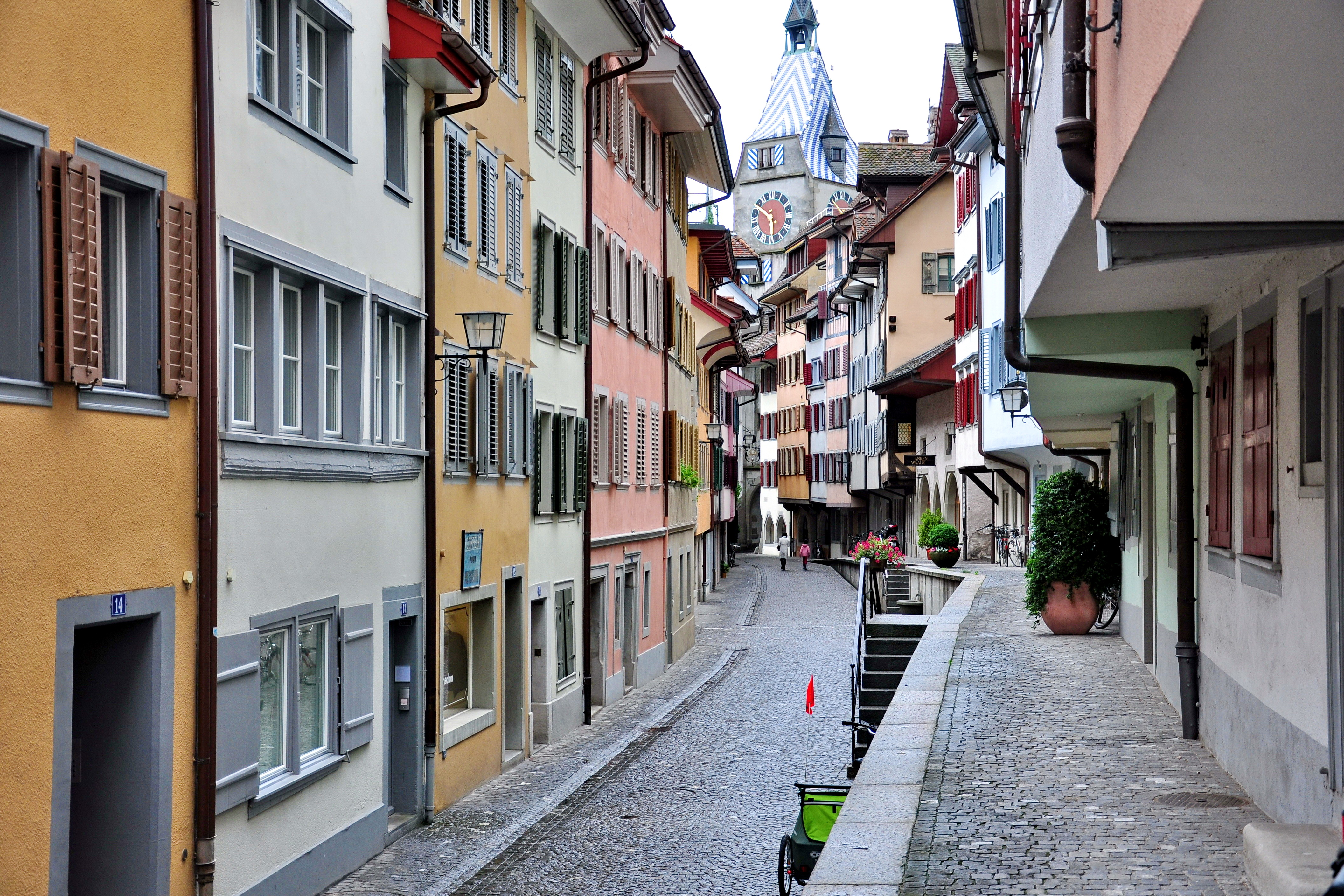
Ober Altstadt

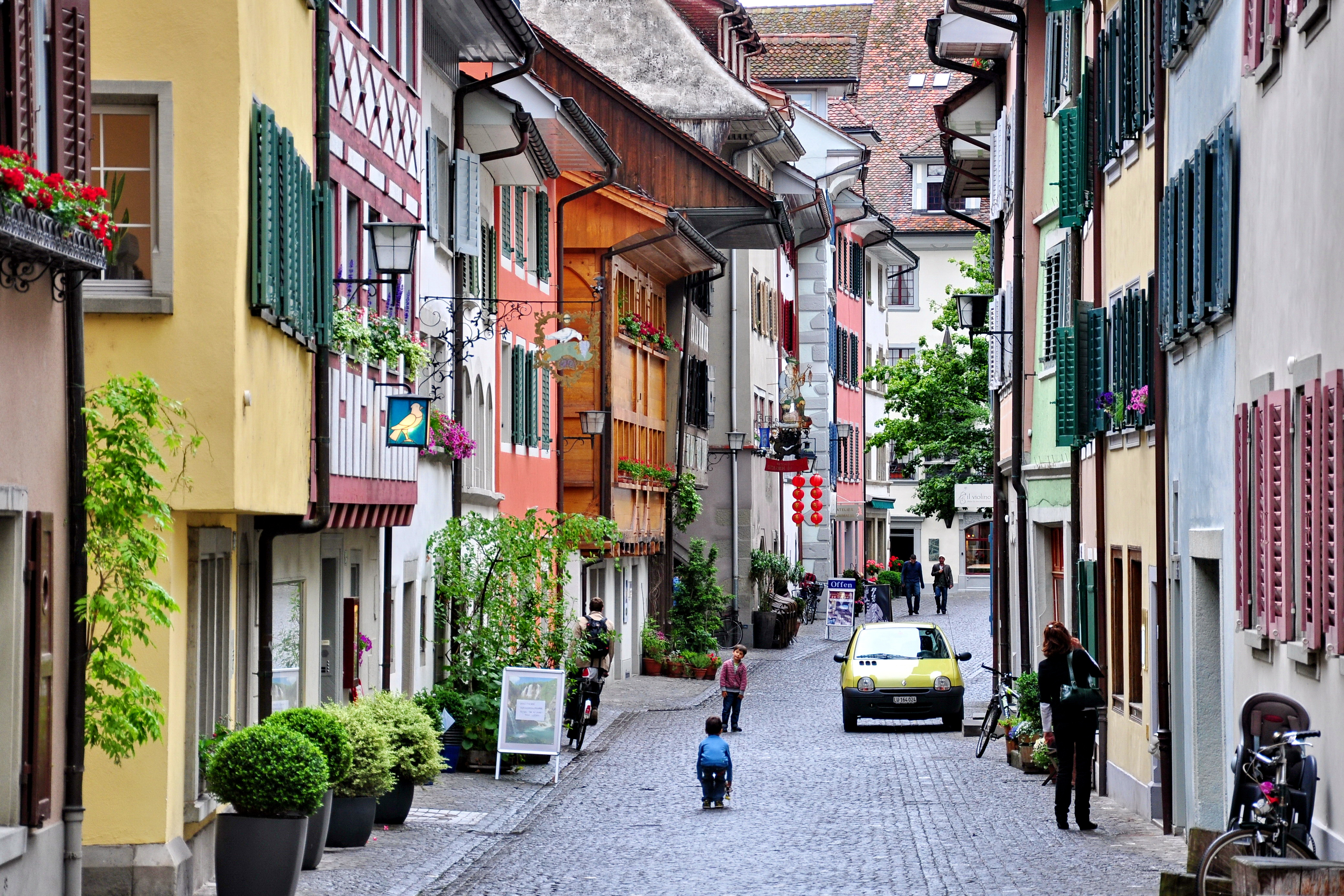
Unter Altstadt

Zur Stadt Zug gehören ausgedehnte Gewerbe-, Industrie- und Wohnquartiere in der Lorzenebene, und etwas abgetrennt vom eigentlichen Stadtgebiet die Siedlungen Lorzen, Kollermühle, Steinhuserbrugg und Ammannsmatt. Ebenfalls Teil der Stadt sind das Dorf Oberwil, die Siedlung Räbmatt, beide südlich von Zug am Seeufer gelegen, sowie verschiedene Hofsiedlungen auf der Höhe des Zugerbergs. Nachbargemeinden von Zug sind im Nordwesten Cham und Steinhausen, im Norden Baar, im Osten Unterägeri, im Süden Walchwil und im Westen (reine Seegrenze) Meierskappel und Risch. Mit den Gemeinden Baar, Steinhausen und Cham, die ebenfalls in der Lorzenebene liegen, ist Zug bereits stark zusammengewachsen. Insbesondere zwischen Zug und Baar ist dieser Prozess schon so weit fortgeschritten, dass die Gemeindegrenzen kaum noch wahrnehmbar sind. Überdies besitzt Zug mit seiner Exklave gemeinsame Grenzen mit den Schwyzer Gemeinden Arth und Steinerberg.

## Geschichte

### Name
Der Name Zug geht auf das althochdeutsche Gattungswort zug ‹Ziehen, Zug, (Fisch-)Fang, das Einziehen der Fischernetze› zurück. Das Wort wurde schon im Mittelhochdeutschen auch zu einem Rechtsbegriff, also ‹Fischereigerechtigkeit, Fischenz›, und zu einem Örtlichkeitsbegriff, also ‹Stelle, Ort, Gewässerteil, wo man fischen darf›. Das die Stelle bezeichnende Gattungswort wurde allmählich auf die dort liegende Fischersiedlung übertragen und damit sekundär zum Ortsnamen. Im Fall der heutigen Stadt Zug liegt vermutlich eine Benennung aus der Perspektive des wesentlich älteren Ortes Cham vor.
Der lateinische Name Tugium wurde im 16. Jahrhundert vom Humanisten Glarean erfunden, welcher versuchte, den Stadtnamen auf die Antike und den bei Strabon erwähnten helvetischen Stamm der Tuginer zurückzuführen. Archäologische Funde lassen im Gebiet der Stadt Zug auf eine nicht genau lokalisierbare römische Siedlung schliessen. Deren Name ist jedoch unbekannt.

### Stadtgründung
Die Burg Zug bestand seit dem 11. Jahrhundert als Hof der Grafen von Lenzburg.
Zu Beginn des 13. Jahrhunderts gründeten möglicherweise die Grafen von Kyburg, die seit dem Aussterben der Lenzburger 1173 über das Gebiet von Zug herrschten, die Stadt Zug am Ufer des Zugersees, unmittelbar westlich der namensgebenden Burg Zug.
Bergwärts der Stadt lagen ältere Siedlungskerne, nämlich die Pfarrkirche St. Michael, die Burg Zug und eine gleichnamige dörfliche Siedlung.
Als Motiv für die Stadtgründung galt lange Zeit die verkehrsgünstige Lage am Handelsweg von Zürich nach Norditalien über den Gotthard, der über den Zugersee nach Immensee von dort nach Küssnacht und weiter über den Vierwaldstättersee führen sollte. Diese Vermutung kann heute aber nicht mehr aufrechterhalten werden. Dagegen spricht die erst späte Ausstattung Zugs mit dem Zollprivileg zwischen 1303 und 1326 und die Orientierung Zürichs beim Italienhandel an den günstiger gelegenen Bünder Pässen.
Die Stadt bestand in ihrer ersten Entwicklungsphase nur aus einem Teil der heutigen Altstadt, die allerdings noch eine weitere, heute nicht mehr existente dritte Gasse unterhalb der heutigen Untergasse aufwies. Die heutige Untergasse stellte somit bis zur Altstadtkatastrophe 1435 noch die Mittelgasse dar. Das Stadtgebiet bestand daher aus sechs ungefähr parallelen nach Süden verlaufenden Häuserreihen.
In einer urkundlichen Erwähnung von 1242 wurde Zug erstmals als oppidum (lat. für ‹Stadt, Kleinstadt›) bezeichnet, 1255 als castrum (lat. für ‹fester Platz, Burg›). Die Liebfrauenkapelle wurde 1266 erstmals urkundlich erwähnt.
Nördlich der Altstadt befand sich am Seeufer eine suburbane Siedlung, die heutige Vorstadt. Archäologische Funde und historische Quellen belegen die Stad genannte Handwerkersiedlung mit privaten Susten und einem Anlegeplatz für Boote spätestens seit dem 14. Jahrhundert.

### Zug unter habsburgischer Herrschaft

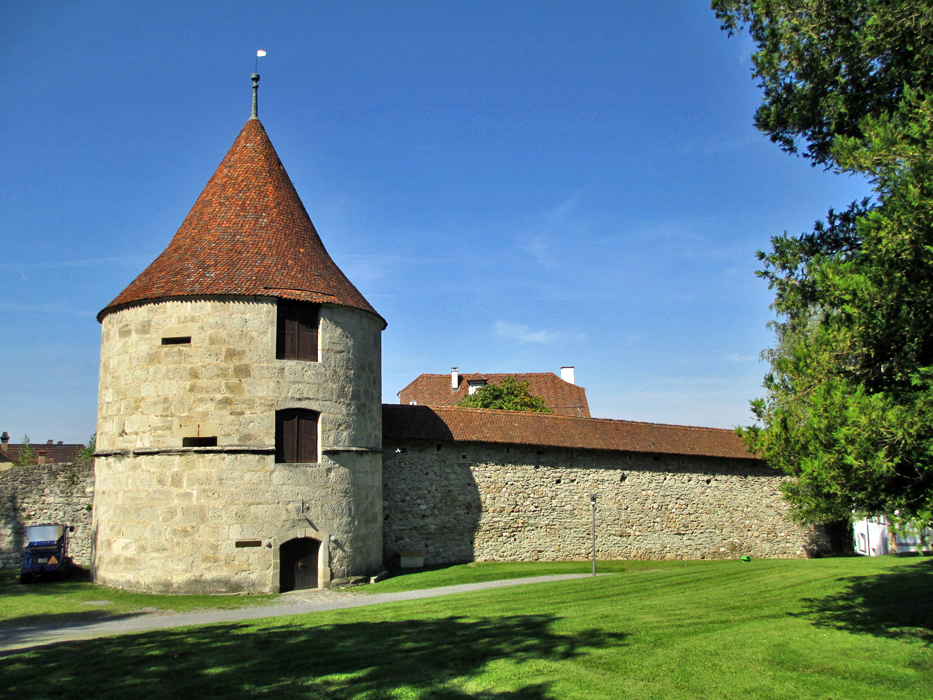
Der Huwilerturm, Teil der Zuger Stadtbefestigung

1273 kaufte Rudolf von Habsburg, wenige Monate, bevor er zum römisch-deutschen König gewählt wurde, neben grossen Teilen ehemals kyburgischen und laufenburgischen Besitzes, die Stadt Zug und Arth am See von der kyburgischen Erbtochter Anna. Die Habsburger legten nun Zug und die im Umland liegenden Siedlungen zum Amt Zug zusammen.
Die Habsburger bauten die Zuger Stadtbefestigung massiv aus. Das einfache Durchlasstor wurde im späten 13. Jahrhundert oder um 1300 mit dem Zitturm befestigt. Das Lughaus neben dem Zitturm wurde als Flankenwerk und Zollhaus errichtet. Die Ringmauer wurde ringsum mit einer Zwingermauer verstärkt, die aussen mit einem zweiten Stadtgraben geschützt war. Der Bau der Zwingermauer könnte in die Zeit zwischen 1326 und 1370 zu datieren sein. Die ältere Forschung interpretierte die Zwingermauer irrtümlicherweise als Stadterweiterung der Zeit nach 1435 oder 1478.
1315 soll Zug den habsburgischen Truppen unter Herzog Leopold I. als Sammlungsort für die Schlacht am Morgarten gedient haben. Nach der Niederlage der Habsburger blieb Zug weiterhin habsburgisch, doch war nach dem Bündnis Luzerns mit den Eidgenossen 1332 und dem Eintritt Zürichs in die Eidgenossenschaft am 1. Mai 1351 Zug schliesslich vollständig von eidgenössischem Gebiet umgeben. Am 8. Juni 1352 belagerten die Eidgenossen die Stadt Zug, nachdem ihnen das Umland keinen Widerstand geleistet hatte. Als Herzog Albrecht keine Hilfe schicken wollte, wurde die Stadt übergeben. Zug trat daraufhin zusammen mit seinem Äusseren Amt bestehend aus Ägeri, Menzingen und Baar am 27. Juni 1352 dem Bund der Eidgenossen bei. Der sogenannte Zugerbund änderte dennoch nicht viel an der Herrschaftssituation, denn er bedeutete nicht die Auflösung der habsburgischen Landesherrschaft über Zug, vielmehr verpflichteten sich die Zuger weiterhin, die Habsburger Gerichte anzuerkennen und die erhobenen Abgaben zu leisten.

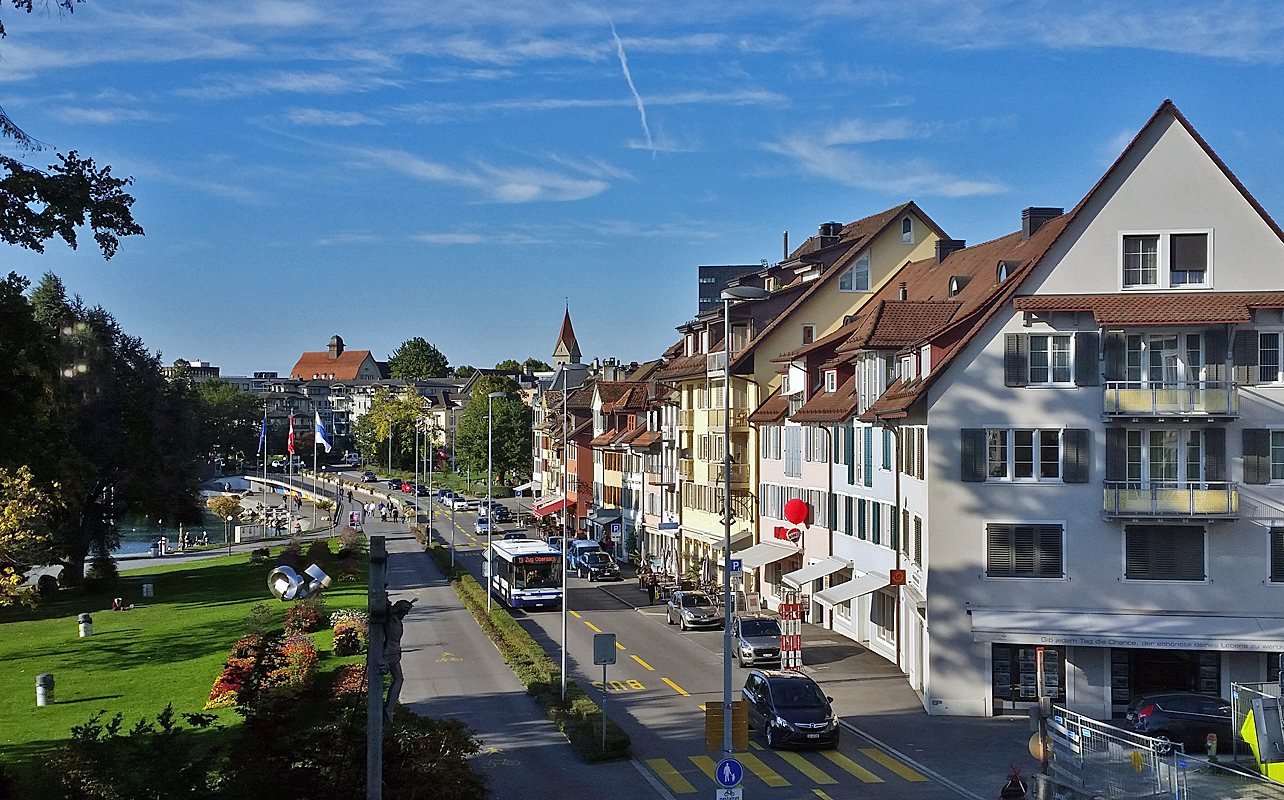
Vorstadt

Nach der zweiten Belagerung Zürichs durch Herzog Albrecht kam es durch die Vermittlung des Markgrafen Ludwigs von Brandenburg zwischen den Konfliktparteien am 1. September 1352 zu dem nach ihm benannten Friedensabkommen, das zwar die eidgenössischen Bündnisse anerkennt, den Zugerbund jedoch verschweigt und somit seine Unrechtmässigkeit impliziert. Das bedeutete für Zug auch weiterhin die habsburgische Herrschaft. Habsburg stellte die Zuger Ammänner und Rudolf IV. verlieh der Stadt am 21. August 1359 das Sust- und Zollrecht.
Vermutlich im Spätsommer 1365 eroberten die Schwyzer zusammen mit einigen aus dem Ägerital, aber ohne Unterstützung der weiteren eidgenössischen Orte, zum zweiten Mal die Stadt Zug. Fortan stellte Schwyz den Zuger Ammann, urkundlich belegt zwischen 1370 und 1404. Die zu leistenden Abgaben jedoch gingen nach wie vor an Habsburg.
Am 24. Juni 1400 verlieh König Wenzel allein der Stadt Zug die hohe Gerichtsbarkeit, den Blutbann, über Stadt und Amt. Auf Grund dessen kam es 1404 zum Banner- und Siegelhandel, bei dem das Äussere Amt zum Ausgleich die Herausgabe von Banner, Siegel und Urkunden forderte.

### Zugs Unabhängigkeit

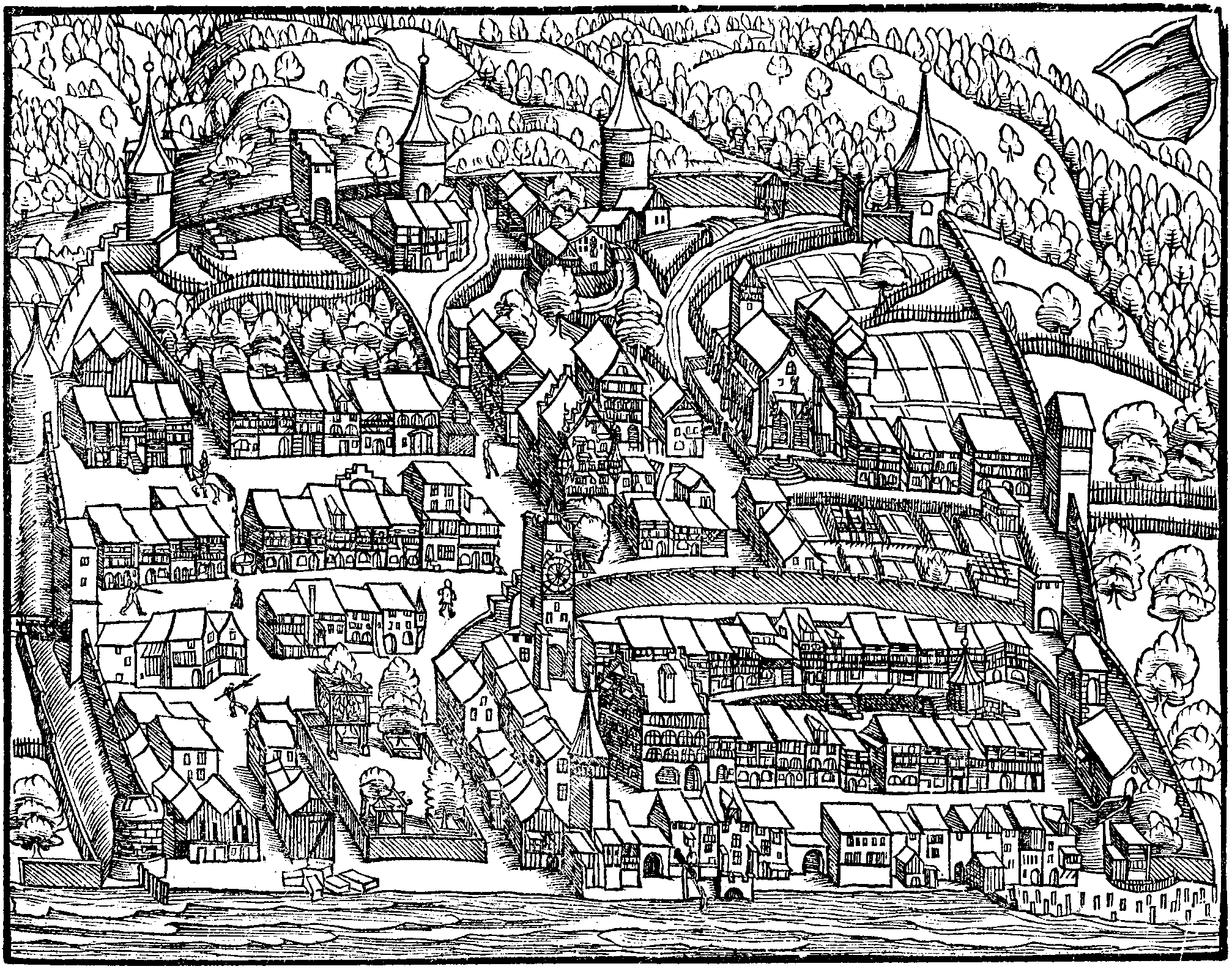
Älteste bekannte Darstellung der Stadt Zug aus der Chronik von Johannes Stumpf (1547/48)

Im 14. und 15. Jahrhundert erwarb die Stadt Zug zunehmend Vogteien rund um den Zugersee, wozu Cham, Steinhausen, Hünenberg, Risch und Walchwil gehörten. Mit der Verleihung der Reichsfreiheit durch König Sigismund 1415 wurde Zug unabhängig und alle habsburgischen Ansprüche erloschen.
Am 4. März 1435 versank die damalige Untergasse zusammen mit den am See liegenden Häusern im Zugersee. 60 Menschen kamen dabei ums Leben und 26 Häuser wurden zerstört.

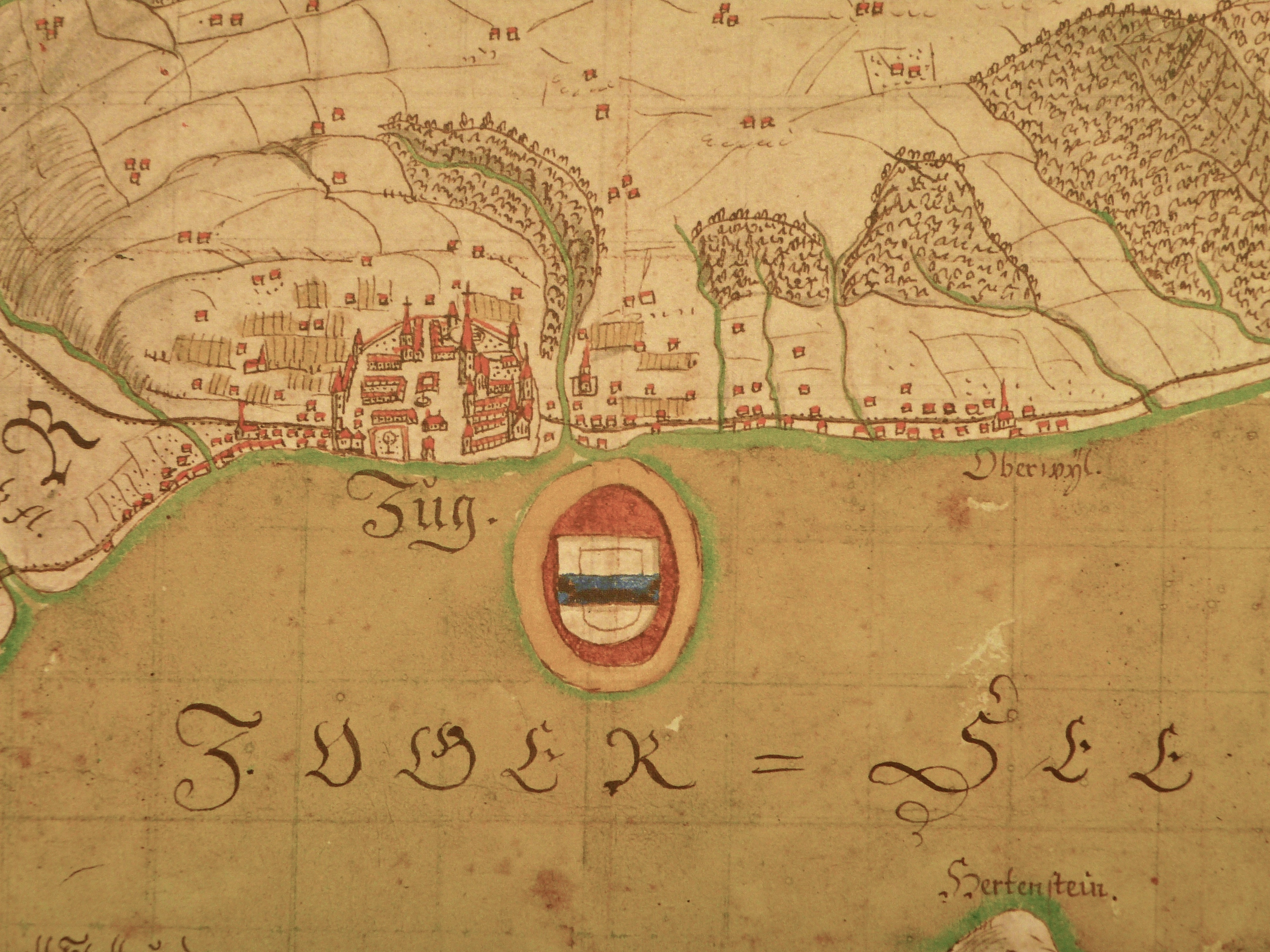
Zug auf der Gygerkarte von 1667

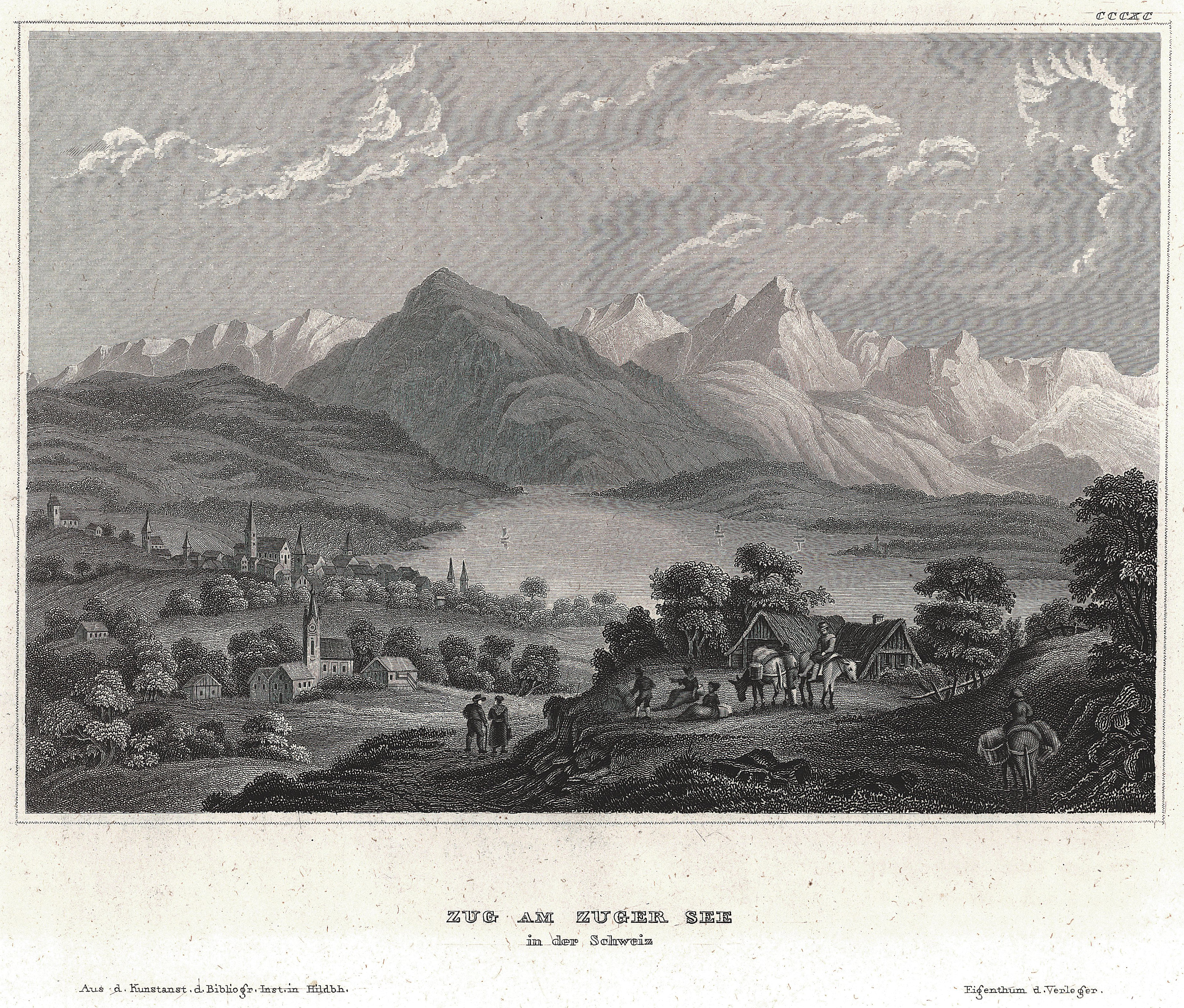
Blick auf Zug 1842

Ab 1478 liess die Stadt von Baumeister Hans Felder die Kirche St. Oswald bauen und erweiterte ihr Stadtgebiet um ein Vielfaches. Der Plan der neuen Stadtbefestigung und die Anlage der Neugasse folgen einem absolut regelmässigen, vom Zirkel abgeleiteten Grundriss mit Zentrum beim Kolinplatz, wo alle Verkehrswege zusammentreffen. Dieser Stadtplan ist verwandt mit Idealstädten der italienischen Renaissance. 1505 liess die Stadt das Rathaus, 1516 ein Spital (heute Burgbachschulhaus) und 1530 ein Kornhaus (heute Bibliothek) bauen. 1518 bis 1536 wurde die neue Stadtbefestigung mit den charakteristischen Zylindertürmen vollendet.
Zug entschied sich während der Reformation 1526 katholisch zu bleiben und bildete zusammen mit Uri, Schwyz, Unterwalden, Freiburg und Solothurn am 5. Oktober 1586 den Goldenen Bund. Mit dem Kapuzinerkloster von 1595 kam die erste städtische Ordensniederlassung zustande.
Die nachfolgenden Jahre waren geprägt durch Spannungen zwischen der Stadt Zug und dem Äusseren Amt, das sich um Kompetenzen und Mitbestimmung stritt. Nach diversen eidgenössischen Schiedssprüchen kam es 1604 zum Libellvertrag (von lat. libellus ‹Büchlein›), der erstmals das Verhältnis zwischen Stadt und Amt schriftlich regelte und bis zur Besetzung Zugs durch die Franzosen 1798 die Grundlage des öffentlichen Rechts bildete. Auch wenn die Stadt weiterhin zentraler Ort des politischen Geschehens blieb, stellte der Libellvertrag Stadt und Amt politisch gleich und gewährte dem Land so Mitspracherecht bei allen Entscheidungen.
Während der napoleonischen Feldzüge wurde Zug im Rahmen der Helvetik dem Kanton Waldstätte zugeteilt, dessen Hauptort es von 1799 bis 1802 war.
Nach dem Zerfall der Helvetischen Republik wurde Zug durch die erste Verfassung des Kantons Zug von 1814 Hauptort des Kantons.
Die Jahre von 1830 bis 1847 waren geprägt durch politische Auseinandersetzungen zwischen Konservativen und Liberalen. Zug, das dem Sonderbund beigetreten war und im Sonderbundskrieg somit auf katholischer Seite kämpfte, musste am 22. November 1847 kapitulieren, wurde von eidgenössischen Truppen besetzt und zu Reparationszahlungen verpflichtet.

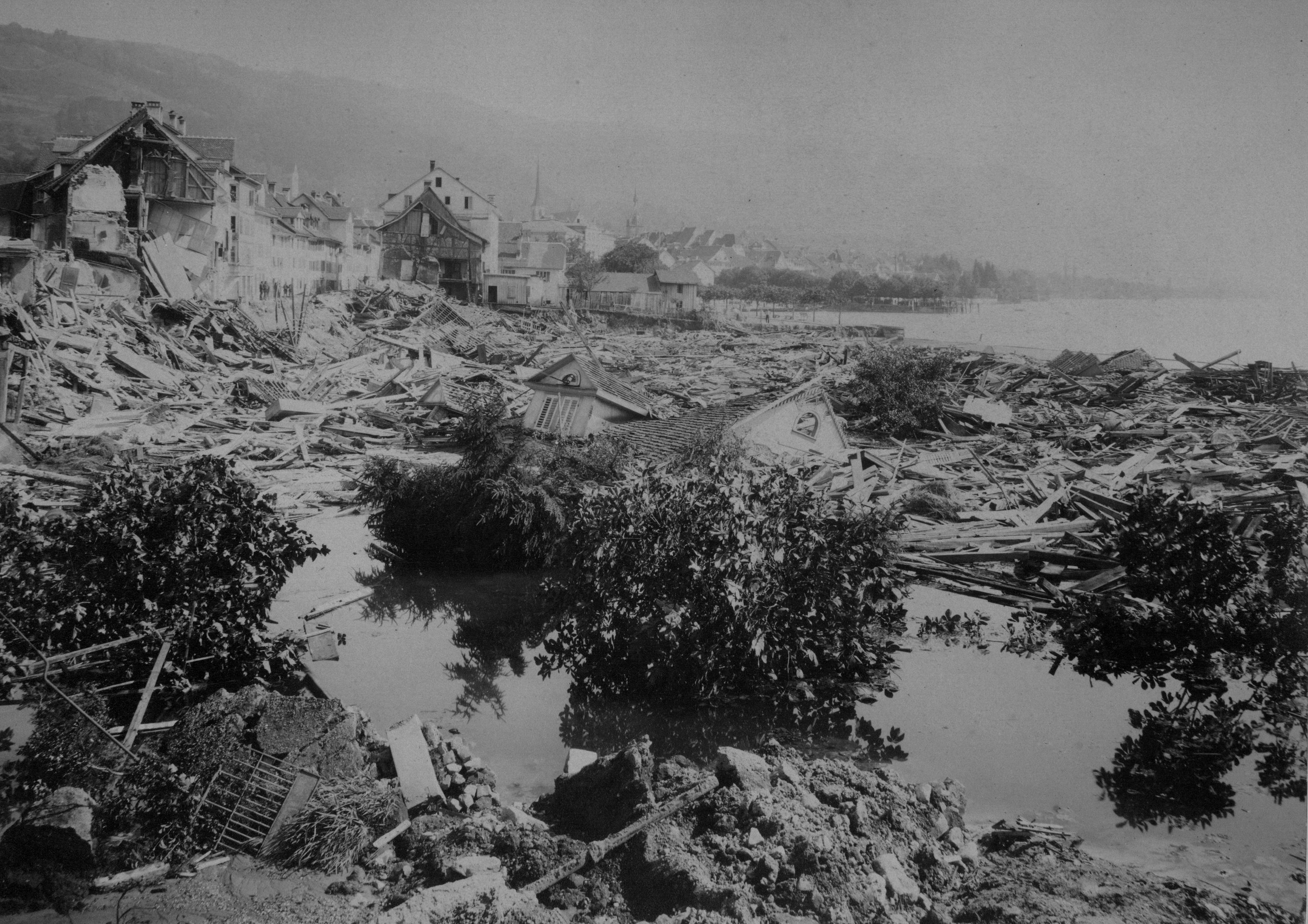
Zerstörte Vorstadt in der Katastrophenbucht

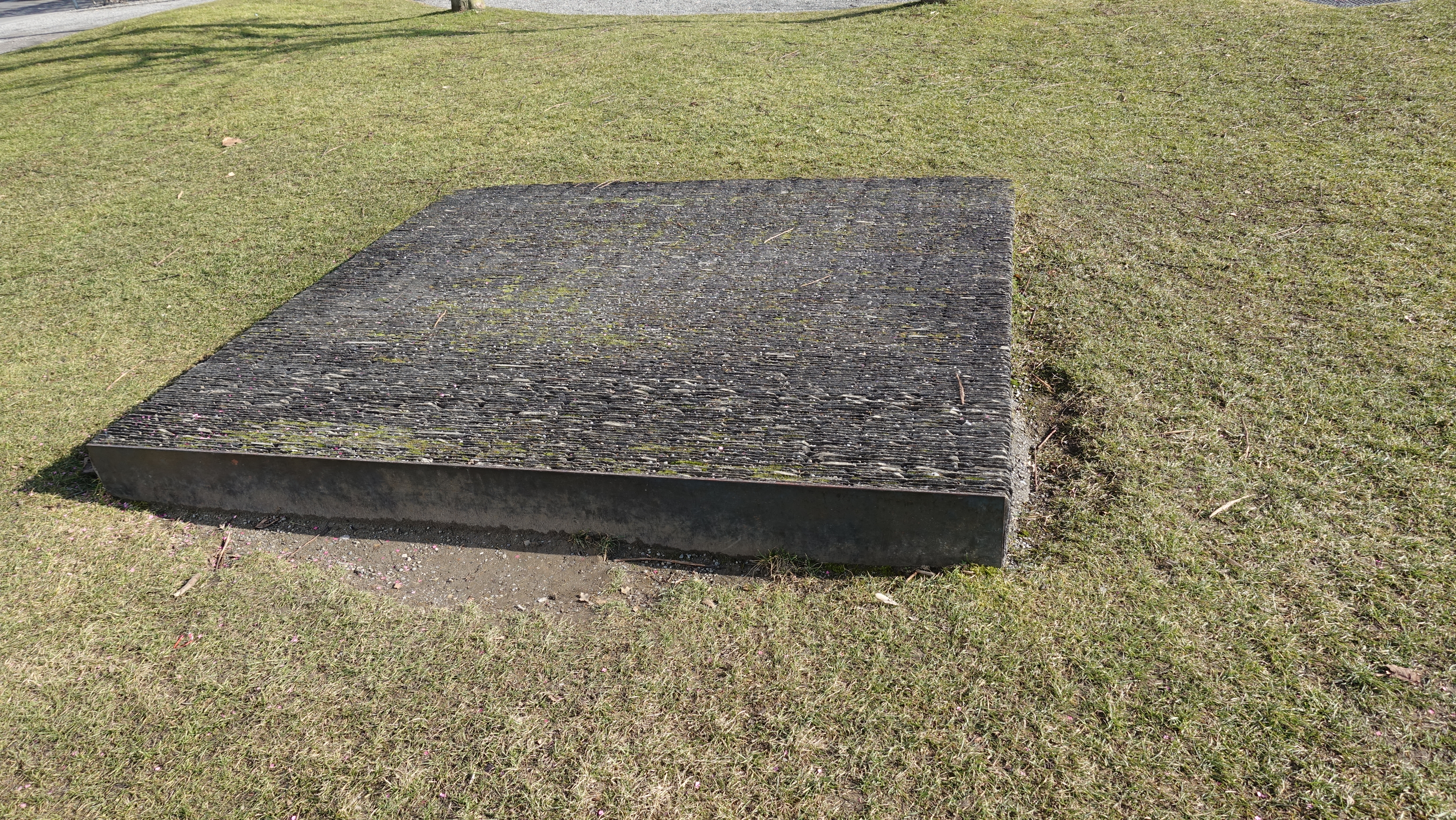
«Mémoire d’une strate 1887–1996» von Carmen Perrin – Denkmal der Vorstadtkatastrophe in Zug

Zug (ZG), historisches Luftbild von 1919, aufgenommen von Walter Mittelholzer

Bei der sogenannten «Vorstadtkatastrophe» am 5. Juli 1887 zerstörte ein Ufereinbruch 35 Gebäude der Vorstadt, kostete 11 Menschen das Leben und liess 650 Personen obdachlos werden. Zum Abrutschen der Häuser kam es nach Pfählungen und Aufschüttungen bei Bauarbeiten an einer neuen Quaianlage, welche die Uferstabilität schwächten und zum Wegrutschen einer tragenden Bodenschicht aus Schlammsand führten. Um die Belastung der Uferzone zu verringern, wurden daraufhin 15 Häuser neben dem Regierungsgebäude abgerissen und durch eine Grünfläche ersetzt.
Am 27. September 2001 wurde ein Anschlag, das Zuger Attentat, auf das Zuger Parlament verübt, bei dem 14 Politiker getötet und etliche weitere Menschen verletzt wurden.

### Wappen
Zug wählte sein Wappen wohl mit dem Beitritt zur Eidgenossenschaft und führte das weiss-blau-weisse Banner vermutlich schon im späten 14. Jahrhundert; belegt sind aber Wappen und Banner erst nach der Verleihung der Reichsfreiheit 1415. Diebolder vermutete, die Farbwahl sei vom Wappen der Grafen von Lenzburg beeinflusst gewesen; die Form des Wappenschildes mit dem blauen Querbalken dürfte so gewählt worden sein, dass das ab 1337 verwendete alte Stadtsiegel, welches den farblosen Babenberger Wappenschild (für das Herzogtum Österreich) zeigte, weiter verwendet werden konnte.
Die Unterscheidung zwischen Kantons- und Stadtwappen wurde erst im frühen 20. Jahrhundert eingeführt. Das Stadtwappen trägt nun eine Mauerkrone und unterscheidet sich in seiner gegenwärtigen Verwendung ausserdem auch im blauen Farbton vom Kantonswappen.

## Bevölkerung

Konfessionsbild der Stadt Zug (Stand 2018)

Mit 30'542 Einwohnern ist Zug die grösste Stadt des Kantons Zug (Stand Ende September 2017). Besonders in den Jahren um 1900 sowie von 1950 bis 1970 stieg die Bevölkerungszahl von Zug markant an. Nach 1970, als mit rund 23'000 Einwohnern ein erster Höchststand verzeichnet wurde, erfolgte ein Knick in der demographischen Entwicklung. Während der 1970er Jahre nahm die Bevölkerung um fast 6 % ab. Danach blieb die Einwohnerzahl auf konstantem Niveau, bevor zu Beginn der 1990er Jahre aufgrund starker Bautätigkeit wieder ein kontinuierliches Wachstum einsetzte. Neue Ein- und Mehrfamilienhäuser wurden in den letzten Jahren hauptsächlich an den Hängen des Zugerberges und in der Lorzeebene nördlich des Stadtzentrums gebaut. Das Siedlungsgebiet von Zug ist heute mit demjenigen von Baar weitgehend zusammengewachsen. In der Lorzeebene bestehen zwischen den Siedlungs- und Gewerbegebieten allerdings noch grössere Freiflächen, die als Baulandreserven dienen.
Der Anteil der ausländischen Bevölkerung liegt mit 32,7 % über dem kantonalen Durchschnitt von 27 %. Bei der Volkszählung im Jahr 2000 gaben 81,8 % Deutsch als Hauptsprache an, dahinter folgten Italienisch mit 3,8 % und Bosnisch/Kroatisch/Serbisch mit 3,2 %.
Die am stärksten vertretene Religionsgemeinschaft in der Stadt Zug ist die römisch-katholische. Nach der Stichprobenerhebung im Jahr 2018 waren 43,34 % der Bewohner katholisch, 14,10 % evangelisch-reformiert, 12,45 % gehörten anderen Glaubensrichtungen an und 30,11 % waren konfessionslos. Im Vergleich dazu waren im Jahr 2011 48,37 % der Bewohner Katholiken, 15,09 % Protestanten, 14,18 % gehörten anderen Glaubensrichtungen an und 22,36 % waren konfessionslos.
| Bevölkerungsentwicklung | Bevölkerungsentwicklung | Bevölkerungsentwicklung | Bevölkerungsentwicklung | Bevölkerungsentwicklung | Bevölkerungsentwicklung | Bevölkerungsentwicklung | Bevölkerungsentwicklung | Bevölkerungsentwicklung | Bevölkerungsentwicklung | Bevölkerungsentwicklung | Bevölkerungsentwicklung | Bevölkerungsentwicklung | Bevölkerungsentwicklung | Bevölkerungsentwicklung | Bevölkerungsentwicklung |
| ----------------------- | ----------------------- | ----------------------- | ----------------------- | ----------------------- | ----------------------- | ----------------------- | ----------------------- | ----------------------- | ----------------------- | ----------------------- | ----------------------- | ----------------------- | ----------------------- | ----------------------- | ----------------------- |
| Jahr                    | 1850                    | 1880                    | 1900                    | 1910                    | 1920                    | 1930                    | 1941                    | 1950                    | 1960                    | 1970                    | 1980                    | 1990                    | 2000                    | 2010                    | 2015                    |
| Einwohner               | 3'302                   | 4'805                   | 6'508                   | 8'096                   | 9'499                   | 11'113                  | 12'372                  | 14'488                  | 19'729                  | 22'972                  | 21'609                  | 21'705                  | 22'973                  | 25'726                  | 29'251                  |

## Politik

### Legislative
- Grüne: 7
- SP: 5
- GLP: 4
- Mitte: 7
- FDP: 10
- SVP: 7

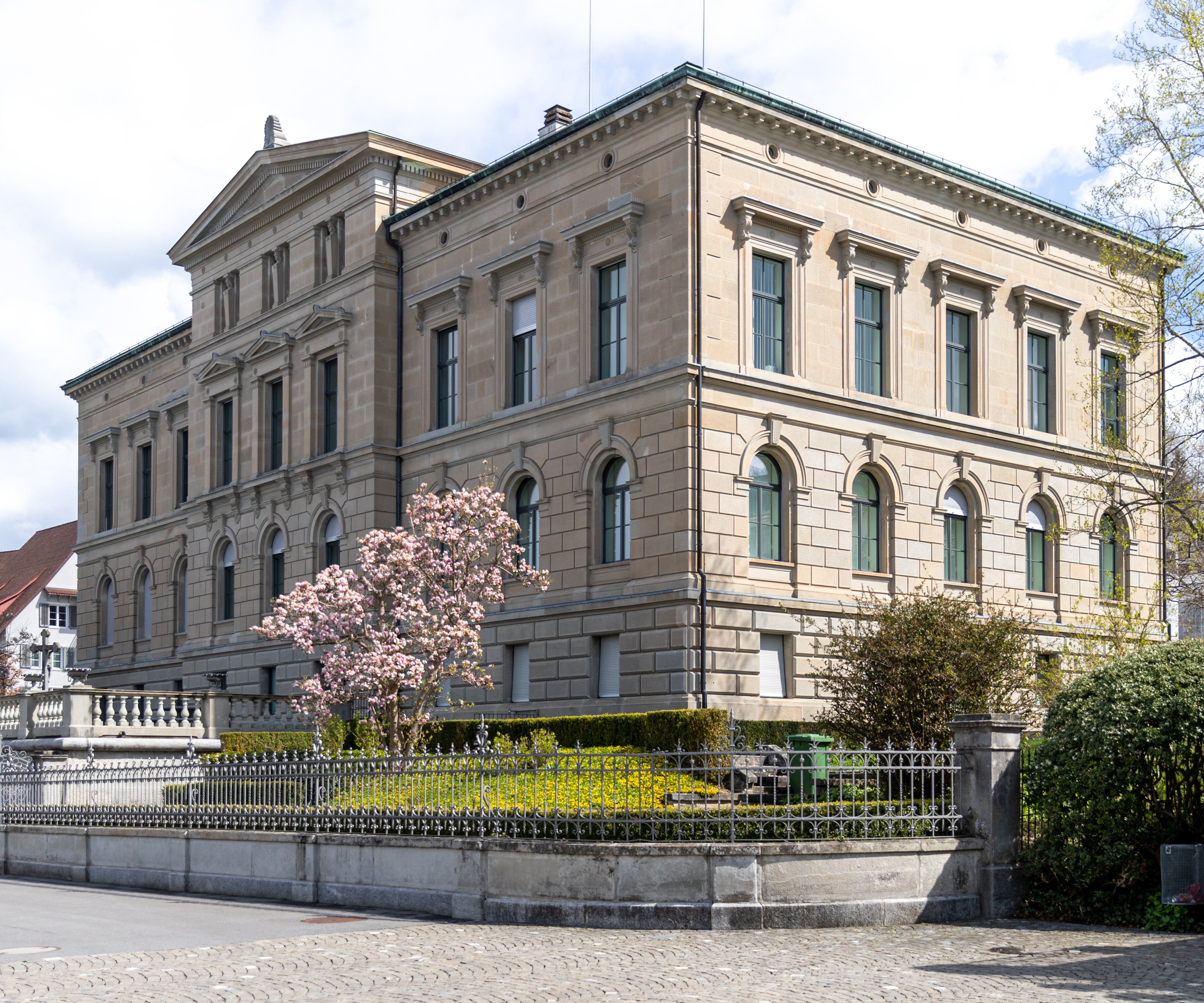
Regierungsgebäude, Sitz von Kantons- und Regierungsrat

Der Grosse Gemeinderat ist seit dem 1. Februar 1963 das gesetzgebende Organ der Stadt Zug. Er löste die vormals bestehende Gemeindeversammlung als Legislative ab. Der Grosse Gemeinderat besteht aus dem Gemeinderatspräsidenten, seinem Vizepräsidenten und 38 Gemeinderäten und wird von den Stimmbürgern der Stadt im Proporzverfahren für eine Dauer von vier Jahren gewählt. Gemeinderatspräsident, Vizepräsident und zwei Stimmenzähler werden vom Grossen Gemeinderat selbst für eine Dauer von zwei Jahren gewählt. Seine Befugnisse sind in der Gemeindeordnung der Stadt Zug vom 1. Februar 2005 festgelegt. Er kommt in der Regel einmal monatlich im Kantonsratssaal des Regierungsgebäudes zu öffentlichen Sitzungen zusammen. Der derzeitige Gemeinderatspräsident ist Roman Burkard (FDP).
Die Sitzverteilung im Grossen Gemeinderat gestaltet sich folgendermassen:
| Partei | FDP      | Grüne/CSP | SVP     | CVP/Mitte | SP      | glp     |
| ------ | -------- | --------- | ------- | --------- | ------- | ------- |
| 2022   | 10 Sitze | 7 Sitze   | 7 Sitze | 7 Sitze   | 5 Sitze | 4 Sitze |
| 2018   | 10 Sitze | 7 Sitze   | 8 Sitze | 6 Sitze   | 6 Sitze | 3 Sitze |
| 2014   | 10 Sitze | 7 Sitze   | 7 Sitze | 7 Sitze   | 6 Sitze | 2 Sitze |
| 2010   | 10 Sitze | 8 Sitze   | 8 Sitze | 7 Sitze   | 5 Sitze | 2 Sitze |

### Exekutive

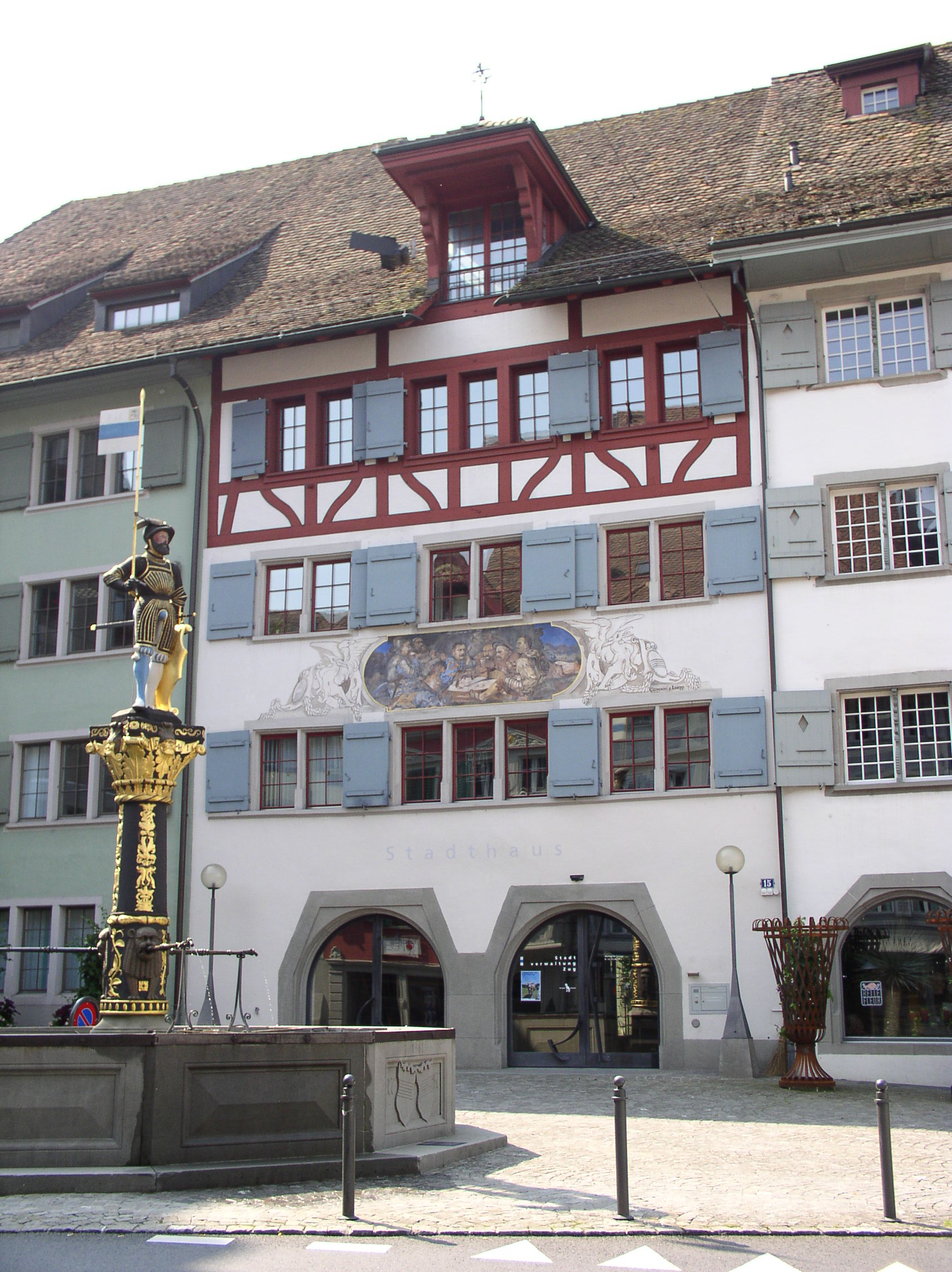
Bossardhaus (altes Stadthaus) am Kolinplatz

Der Stadtrat ist die ausführende Behörde der Stadt Zug und setzt sich aus dem Stadtpräsidenten, dem Vizepräsidenten, drei weiteren Stadträten und einem Stadtschreiber zusammen. Gewählt wird der Stadtrat alle vier Jahre im Proporzwahlverfahren. Der Stadtpräsident wird mittels Mehrheitswahl bestimmt. Er übernimmt die Geschäftsleitung, die Aufsicht über die Stadtverwaltung und repräsentiert die Gemeinde nach aussen hin. Im Stadtratssaal des Stadthauses versammelt er sich wöchentlich. Der derzeitige Stadtpräsident ist André Wicki (SVP). Die einzelnen Stadträte sind jeweils für eine bestimmte Verwaltungsabteilung (Departement) zuständig. Die Aufgabenverteilung ist folgende:
| Name              | Partei    | Funktion                            | Verwaltungsabteilung                     |
| ----------------- | --------- | ----------------------------------- | ---------------------------------------- |
| André Wicki       | SVP       | Stadtpräsident                      | Präsidialdepartement                     |
| Eliane Birchmeier | FDP       | Stadträtin/Stadtratsvizepräsidentin | Baudepartement                           |
| Urs Raschle       | die Mitte | Stadtrat                            | Finanzdepartement                        |
| Etienne Schumpf   | FDP       | Stadtrat                            | Bildungsdepartement                      |
| Barbara Gysel     | SP        | Stadträtin                          | Departement Soziales, Umwelt, Sicherheit |
| Beat Werder       |           | Stadtschreiber                      | –                                        |

Am 2. Oktober 2022 fanden Wahlen statt: Karl Kobelt und Vroni Straub traten nicht mehr an. Barbara Gysel (SP) und Etienne Schumpf (FDP) wurden neu gewählt, sowie die drei Bisherigen, die angetreten sind. Am 27. November 2022 wurde André Wicki zum Stadtpräsidenten gewählt.

### Kantonsratswahlen
Bei den Kantonsratswahlen 2022 des Kantons Zug betrugen die Wähleranteile in Zug: FDP 23,5 %, Grüne/CSP 18,4 %, SVP 17,5 %, Die Mitte 14,6 %, SP 13,8 %, glp 9,4 %, Aufrecht 1,4 %, EVP 1,0 %.

### Nationalratswahlen
Bei den Schweizer Parlamentswahlen 2023 betrugen die Wähleranteile in Zug: SVP 25,0 %, Die Mitte 20,5 %, Grüne 19,6 %, FDP 15,2 %, SP 7,2 %, glp 7,1 %, EVP 0,6 %.

## Wirtschaft

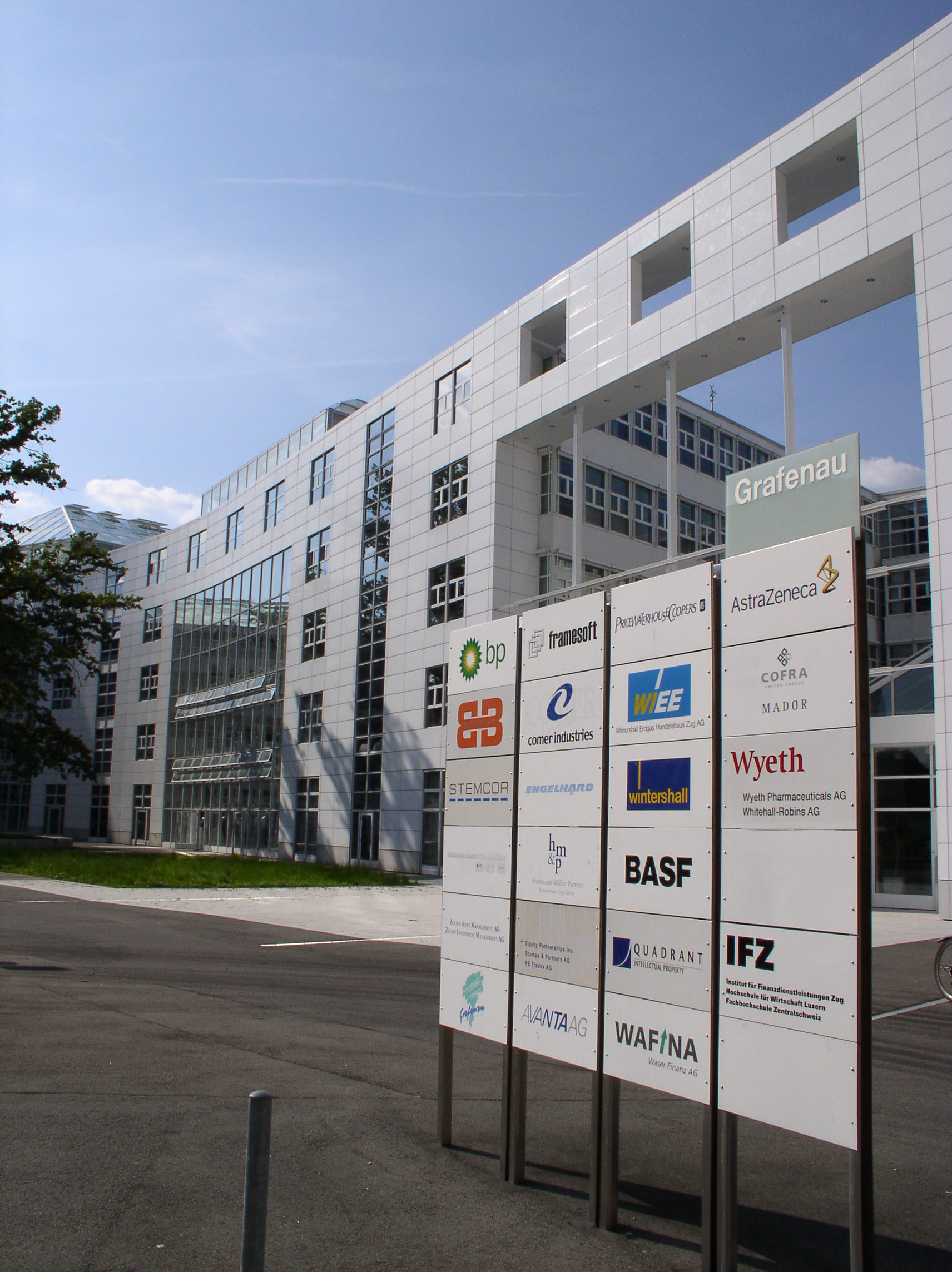
Der Bürokomplex Grafenau beheimatet Firmen wie BP, BASF und Wintershall

Der Kanton Zug, der als Steueroase der Schweiz gilt, hat die niedrigsten Steuersätze des Landes; sie betragen ungefähr die Hälfte des Schweizer Durchschnitts. Auf rund 30'000 Einwohner der Stadt kommen circa 12'000 registrierte Firmen und etwa 40'000 Arbeitsplätze. Viele multinationale Unternehmen haben ihren Verwaltungssitz in der Stadt. Zu erwähnen im Rohstoffhandel ist Glencore, des Weiteren die BASF-Tochter Wintershall und Unilever. Auch der Finanzsektor ist gefragt. Zudem sind eine Vielzahl an Holding-Gesellschaften, Domizilgesellschaften – besser bekannt als Briefkastenfirmen – und Treuhandbüros in Zug. Dem Sportsektor sind die FIFA und ebenfalls der ehemalige Tennisspieler Boris Becker zuzurechnen. Die Siemens-Gebäudetechnik ist mit gut 1900 Beschäftigten der grösste Arbeitgeber in Zug. Zweitgrösster Arbeitgeber ist der Kanton Zug, der in der Verwaltung rund 1600 Personen beschäftigt. Weitere grosse Arbeitgeber sind die V-Zug, die Stadtverwaltung, die Zuger Kantonalbank, Coop Zentralschweiz-Zürich und die Argo-Hytos-Gruppe. Den niedrigen Steuern stehen jedoch hohe Lebenshaltungskosten gegenüber.
Das Lohri-Haus gilt als ältestes Goldschmiedehaus Europas, in dem auch Goldschmiede tätig sind.

## Verkehr

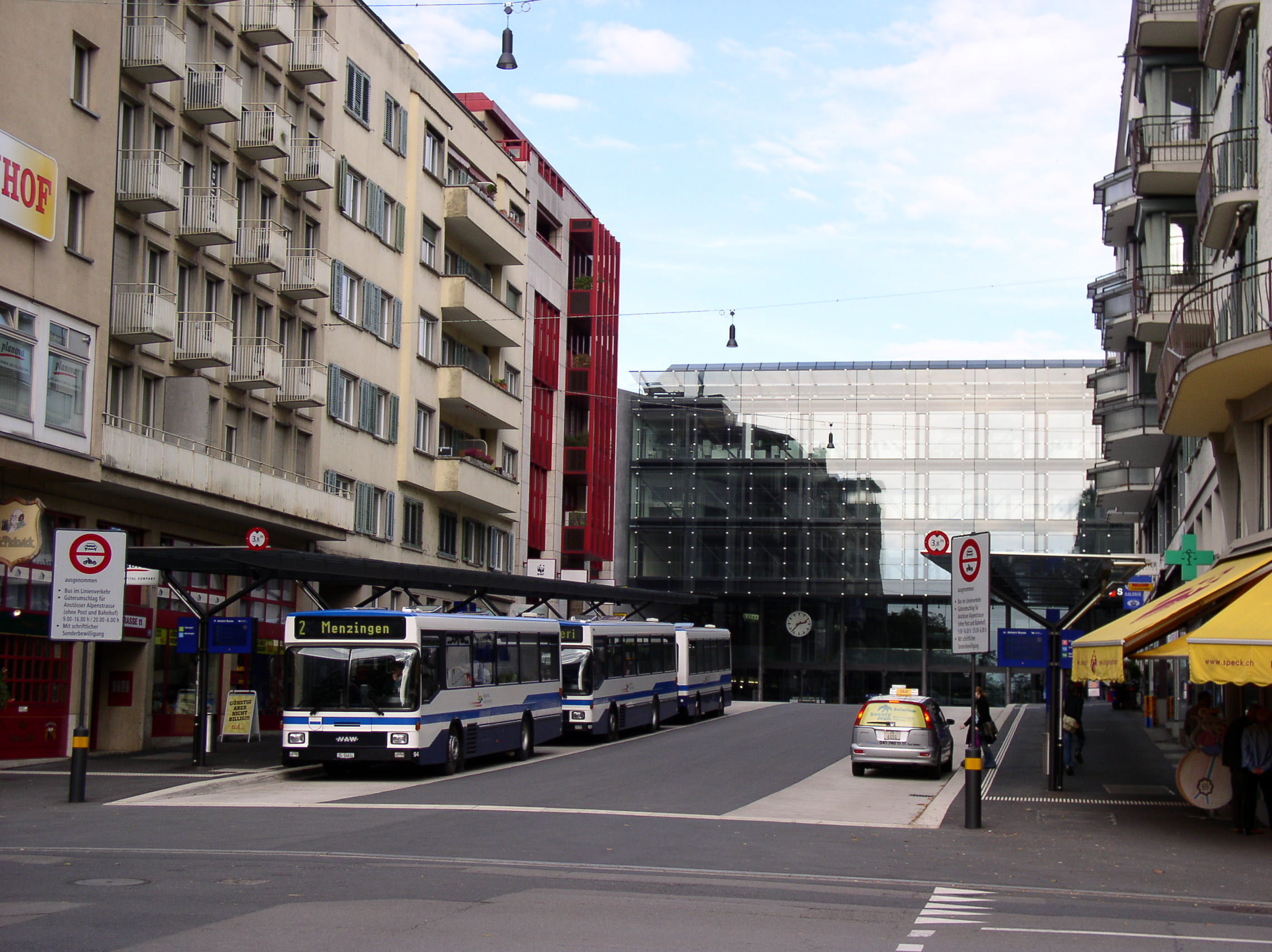
Der Bahnhofplatz mit einem Bus der Linie 2 und dem Bahnhof im Hintergrund

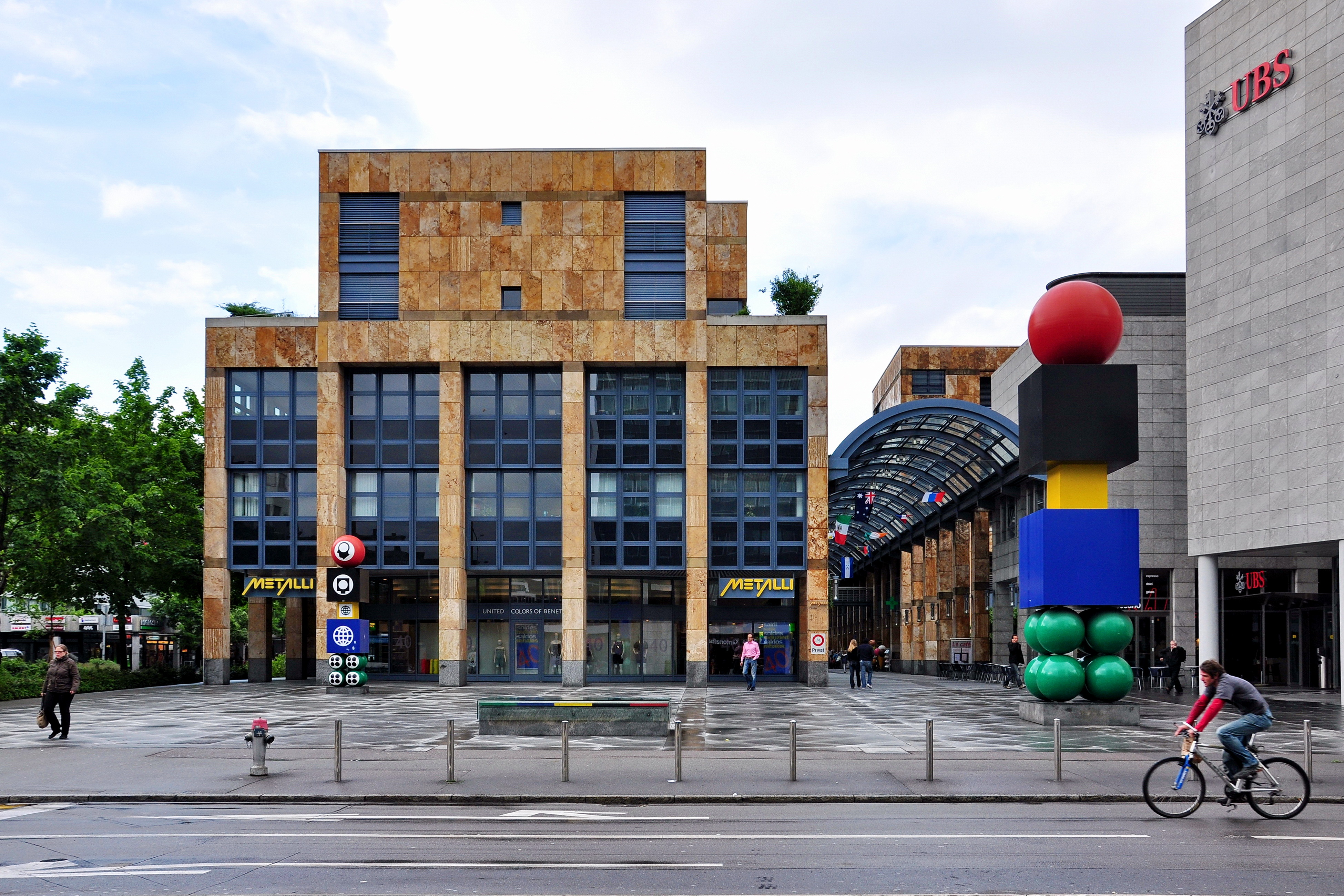
Das Einkaufszentrum Metalli

Die Stadt liegt verkehrstechnisch günstig an den Bahnstrecken Zug–Luzern, Thalwil–Zug und Zug–Arth-Goldau.
Mit dem InterRegio sind in 25 Minuten Zürich oder Luzern erreichbar. Zug ist durch die Anschlüsse «2 Zug» und «3 Baar» der A14 an die Autobahn angeschlossen. Die Fahrzeit zum nächsten Flughafen Zürich-Kloten beträgt mit dem Auto ungefähr 40 Minuten.
Zug ist an das Netz der S-Bahn Zürich angeschlossen und verfügt über ein dichtes Liniennetz des öffentlichen Nahverkehrs. Der Bahnhofplatz des am 28. November 2003 neueröffneten Bahnhofs Zug ist dabei ein zentraler Knotenpunkt im Verkehrsnetz der Zugerland Verkehrsbetriebe (ZVB), das über 285 Haltestellen und eine Gesamtstreckenlänge von 197 km verfügt. Seit dem 12. Dezember 2004 sorgt die Stadtbahn Zug für eine noch bessere Erschliessung im Regionalverkehr. Die Stadtbahn besteht aus der Linie 1, die zwischen Baar und Luzern verkehrt und der Linie 2 von Zug über Walchwil nach Erstfeld. Insgesamt liegen auf dem Gebiet der
Stadt sieben SBB-Bahnhöfe und -Haltepunkte.
Die Zugersee Schifffahrt ermöglicht zwischen April und Oktober die Reise auf dem Zugersee. Die aus vier Schiffen bestehende Flotte steuert alle grösseren am See gelegenen Orte an und befördert zwischen 130'000 und 150'000 Personen jährlich. – Auf den Zugerberg fährt die Zugerbergbahn (ZBB) von der Talstation Schönegg. Diese Standseilbahn ist mit der Buslinie 11 vom Bahnhof zu erreichen. Die Bergbahn führt in rund 6 Minuten auf 926 m ü. M. und befördert um die 300'000 Personen pro Jahr.

## Sehenswürdigkeiten

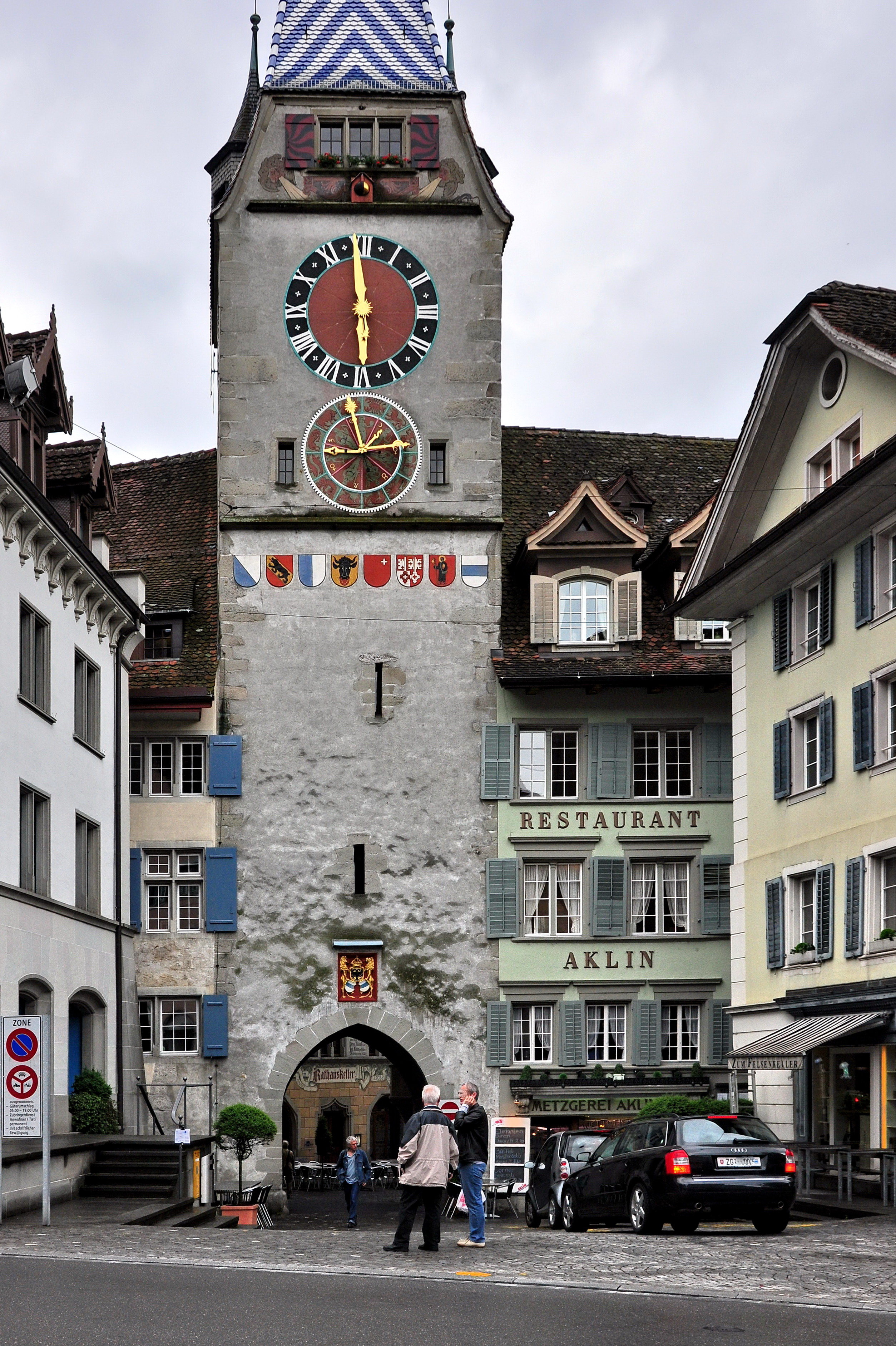
Zytturm

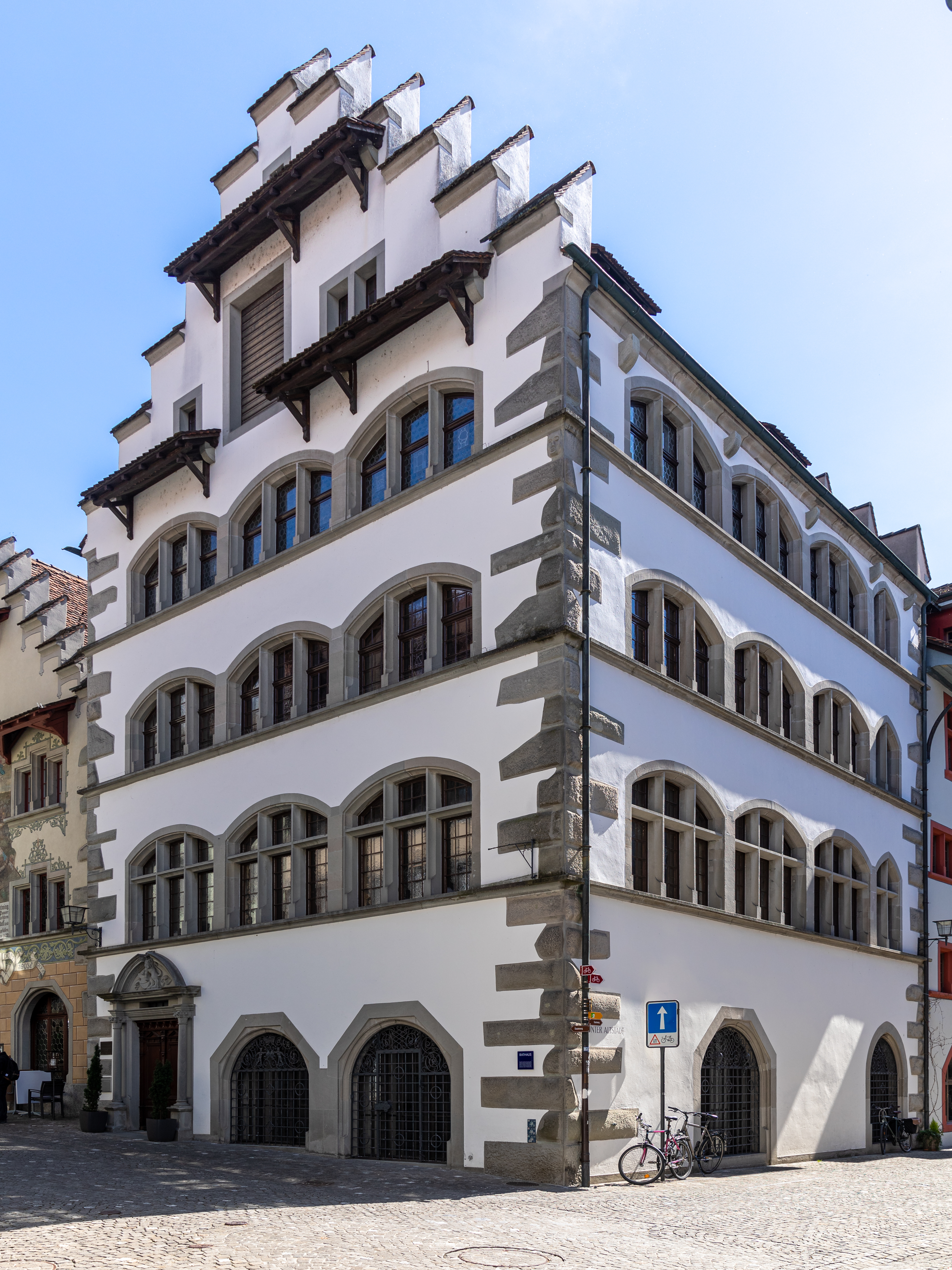
Rathaus (erbaut 1505–1509)

Der 52 Meter hohe in der Altstadt gelegene Zytturm ist das Wahrzeichen von Zug. Er entstand Mitte des 13. Jahrhunderts als einfacher Durchlass auf einer Grundfläche von 5,8 m mal 6,3 m im ältesten Mauerring und wurde von Hans Felder von 1478 bis 1480 erhöht und mit einem zur Stadt hin abfallenden Pultdach mit Mitteltürmchen, seitlichen Zinnen und einer einfachen Uhr versehen. 1557 erhielt das Dach des Zytturms die noch heute erhaltene Form mit Wachtstube, turmförmigen Erkern und steilem, in den Stadtfarben bemalten, Walmdach; 1574 die grosse Uhr und das astronomische Zifferblatt auf der dem Kolinplatz zugewandten Seite. Bis zum Bau der zweiten Ringmauer diente der Turm als verschliessbarer Zugang zur Stadt. Man nutzte ihn aber auch als Gefängnis und Wachtstube für Feuer.
Auf dem Kolinplatz stehen interessante Bauten des 16. und 17. Jahrhunderts: der Kolinbrunnen (1541), das alte Stadthaus (auch Bossardhaus genannt) (1543), und das Kolinhaus (1665).
Das vom Baumeister Heinrich Sutter von 1505 bis 1509 erbaute viergeschossige Zuger Rathaus ist ein bedeutendes profanes Baudenkmal der Spätgotik in der Schweiz. Das mit einem Treppengiebel versehene Gebäude befindet sich trotz der schon vor Baubeginn vorgenommenen Stadterweiterung in der Altstadt an der Strassenecke zwischen Fischmarkt und Unter-Altstadt. Das Erdgeschoss diente früher als Markthalle. Erstes und zweites Stockwerk wurden je nach Bedarf für Rat und Gericht verändert und die oberste Etage diente als Ratssaal. Heute wird das Rathaus von seinem Besitzer, der Bürgergemeinde als Kanzlei, für den Bürgerrat und für Gemeindeversammlungen genutzt. Der Gotische Saal in der obersten Etage dient als Ort für Ausstellungen und sonstigen kulturellen Veranstaltungen.

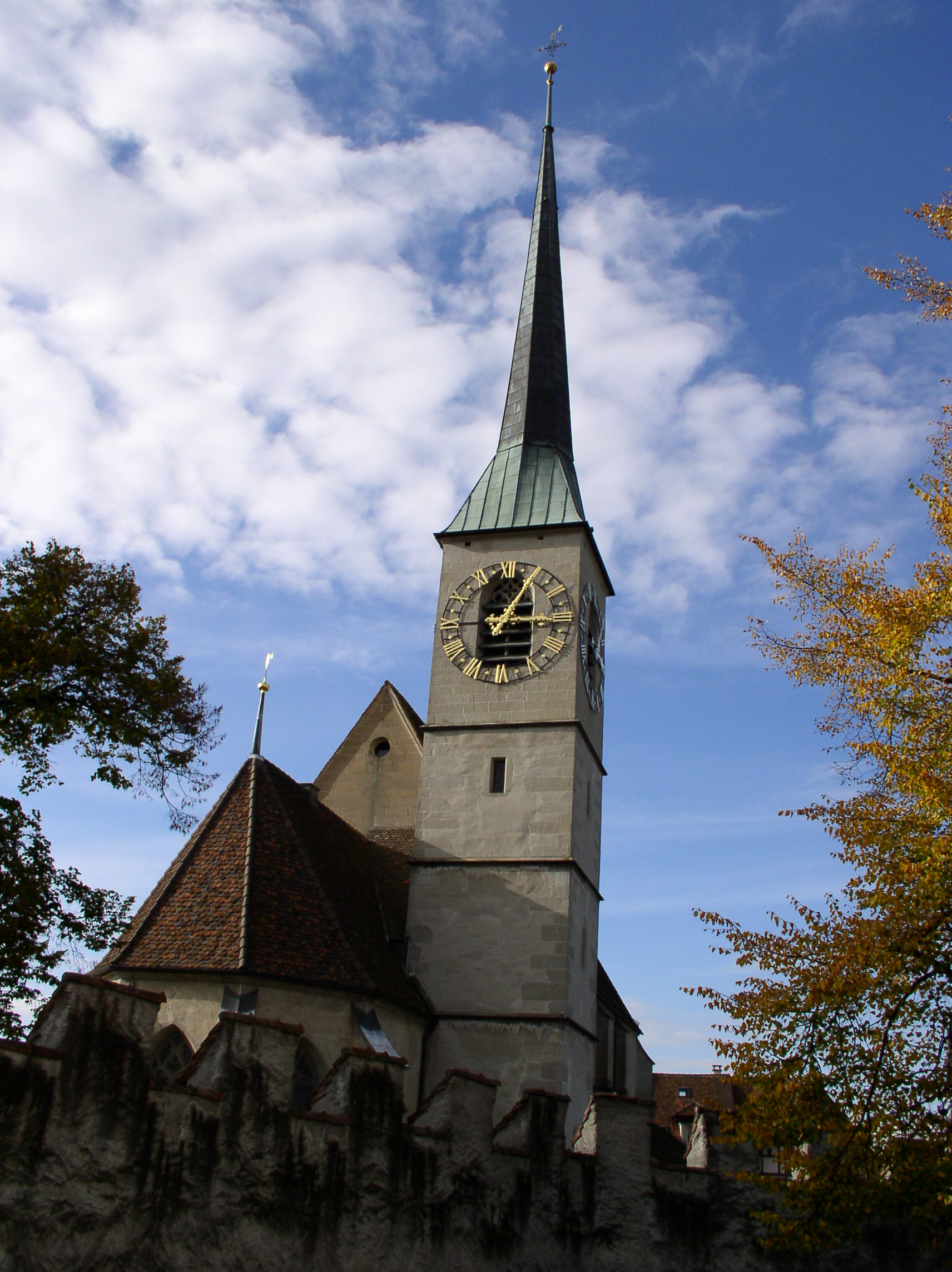
Kirche St. Oswald

Der Bau der spätgotischen Kirche St. Oswald begann am 18. Mai 1478 unter der Leitung des süddeutschen Baumeisters Hans Felder dem Älteren. Die nach fünf Jahren vollendete einschiffige Kirche wurde Mitte des 16. Jahrhunderts zur dreischiffigen Basilika ausgebaut. Im Zeitraum von 1760 bis 1765 erhielt die Kirche durch den Orgelbauer Viktor Ferdinand Bossard eine Barock-Orgel. Karl Albert Keiser passte die Kirche zwischen 1860 und 1870 dem neugotischen Stil an. Der Hochaltar wurde vom Bildhauer Otto Glänz aus Freiburg im Breisgau geschaffen.
In der Friedhofskapelle, dem ehemaligen Beinhaus St. Michael, befindet sich ein grossformatiges Wandgemälde mit dem Motiv der «Dankbaren Toten» aus der Zeit um 1549. Dieses nur noch fragmentarisch erhaltene Fresko ist in Komposition und Ausgestaltung weitgehend identisch mit dem Wandbild an der Aussenwand des ehemaligen Beinhauses in Baar/Kanton Zug. Der vor dem Beinhaus kniende Ritter wird durch die Toten vor seinen Verfolgern geschützt, weil er zeitlebens für die Verstorbenen gebetet hat. Die Toten kommen aus den geöffneten Gräbern und bewaffnen sich mit den im Leben benutzten Handwerksgeräten. Auf den grossen weissen Flächen des Bildes waren ursprünglich die Gebetstexte des Ritters zu lesen. Für die Kirche schuf von 1926 bis 1927 der Kirchenmaler Fritz Kunz die Gemälde Geburt Christi und Himmelfahrt.

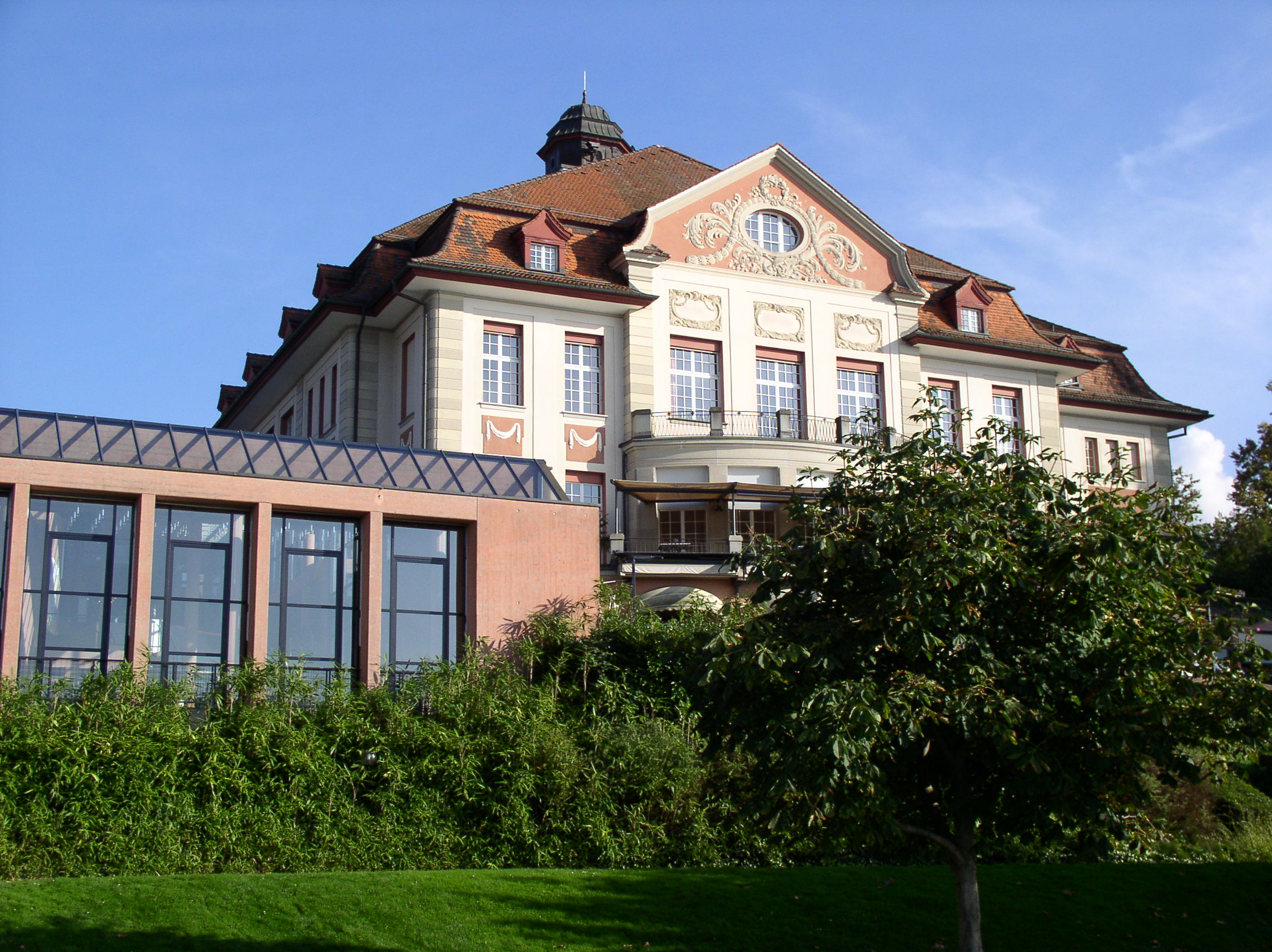
Theater Casino Zug

Das Theater Casino Zug wurde von 1907 bis 1909 nach Plänen der Zuger Architekten Dagobert Keiser und Richard Bracher im neobarocken Stil errichtet, nachdem das Stadttheater der Theater- und Musikgesellschaft Zug am Postplatz wegen Baufälligkeit geschlossen werden musste. Es liegt an der Grabenstrasse oberhalb der Badestelle Seelikon direkt am Zugersee und verfügt über eine grosszügige Terrasse auf der Seeseite. Der Theatersaal, der eine für das Sprechtheater schwierige Akustik aufwies, konnte in den 1950er Jahren nicht mehr den Ansprüchen genügen. Nach zunächst geäusserten Abrissforderungen und anschliessendem Neubau, wurde das Gebäude jedoch zwischen 1979 und 1981 nach den Plänen der Architekten Hans-Peter Ammann und Peter Baumann vollständig restauriert und im Norden um einen Saal erweitert. Das Theater Casino Zug, das den grössten Saal der Stadt bietet, dient als Kulturzentrum und Ort für eine Vielzahl weiterer Veranstaltungen, über 700 im Jahr.

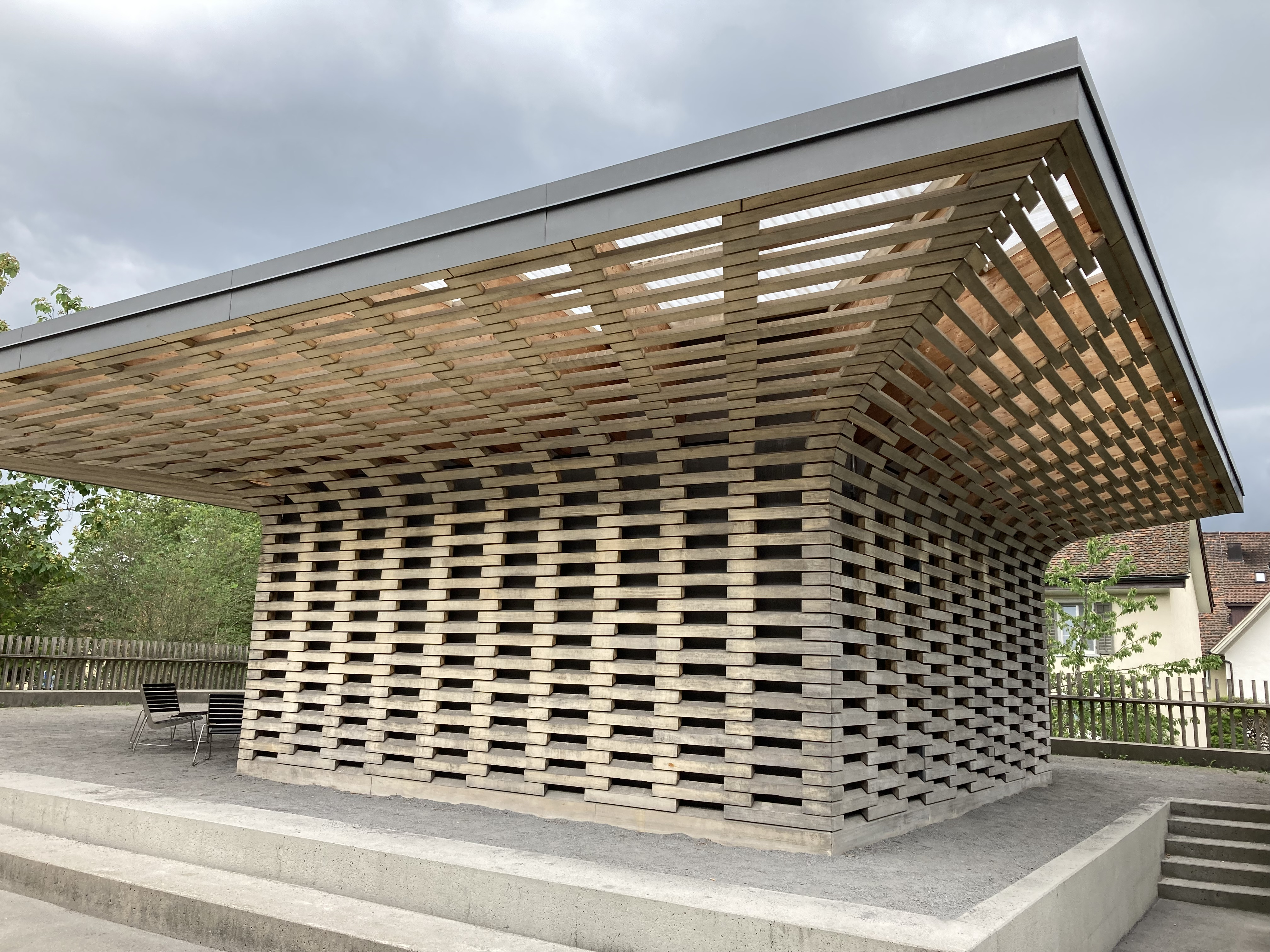
Holzpavillon im Zeughausareal

Im Süden von Zug befindet sich auf dem Zeughausareal ein pilzartiger Holzpavillon, der über der unterirdischen öffentlichen Parkgarage des Casinos errichtet wurde. Der Pavillon ist Teil des Projekts, das aus dem 2010 ausgelobten Wettbewerb für Landschaftsarchitekten hervorging und bei dem die aus Zürich stammenden Planetage Landschaftsarchitekten und Planwirtschaft in Zusammenarbeit mit Ramser Schmid Architekten als Sieger hervorgingen. Dabei wurde die «Hangkante» durch eine vertikale Lamellenstruktur aus Holz und dem aufgesetzten, pilzartig auskragenden Pavillon überhöht. Der Holzpavillon befindet sich über der Parkhauseinfahrt und Lüftungszentrale der darunterliegenden zehngeschossigen Parkierungsanlage. Der Technikaufbau wird als Sockel für ein weit und asymmetrisch in alle Richtungen rund 170 Quadratmeter großes auskragendes Dach genutzt. Neben der «beeindruckenden Optik» bietet der Holzpavillon auch Schutz vor Regen und Sonne. Das neue Areal wurde nach 15-monatiger Bauzeit am 3. Oktober 2013 eröffnet.

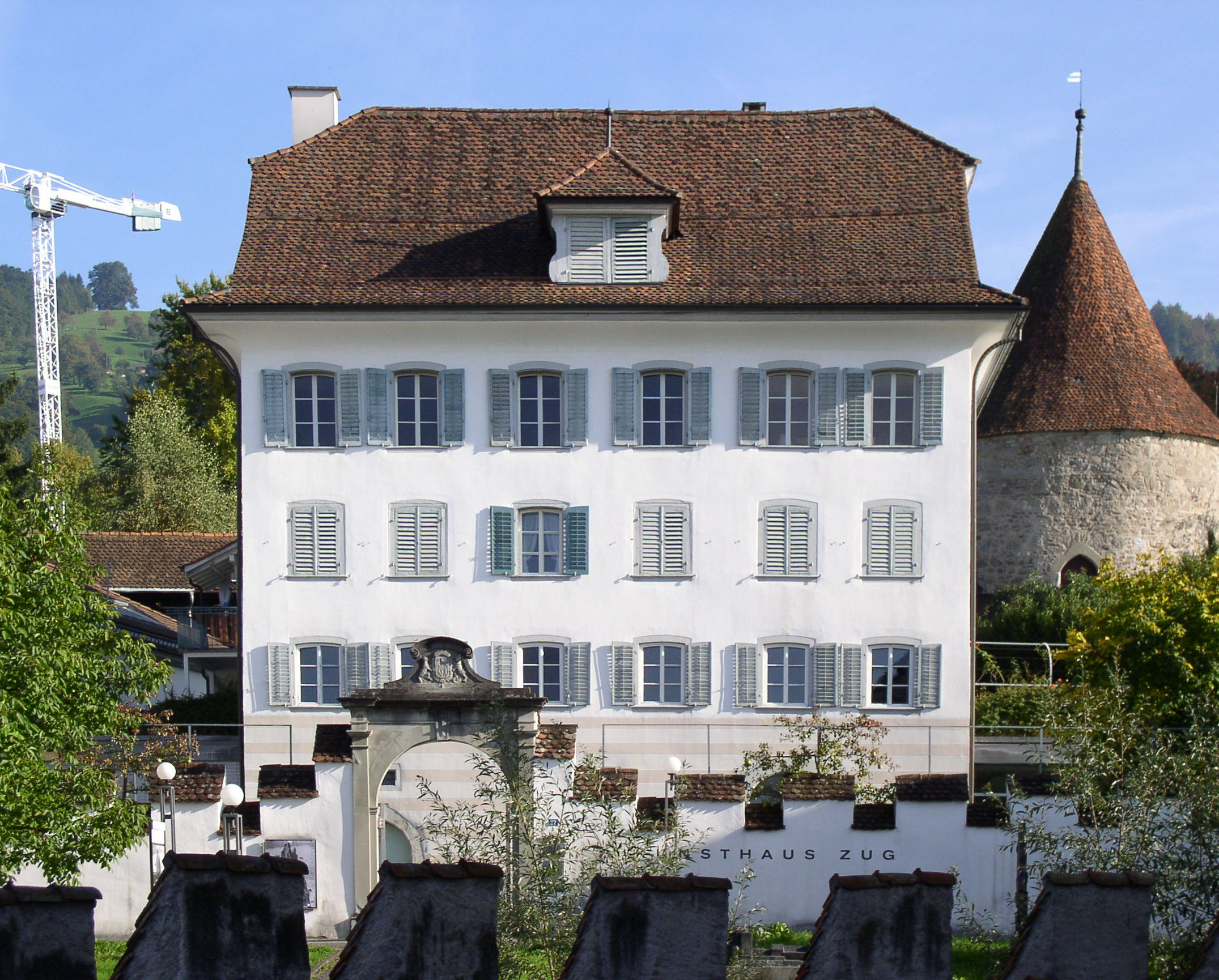
Kunsthaus Zug

Zug verfügt über einige kleinere Museen wie das Afrika-Museum, das Fischerei-Museum, das kantonale Museum für Urgeschichte und das Museum in der Burg Zug. Das Kunsthaus Zug verfügt hauptsächlich über Kunst der klassischen und Wiener Moderne, aber auch über zeitgenössische und regionale Kunst. Die Sammlung der Wiener Moderne gilt als die wohl bedeutendste ausserhalb Österreichs und enthält Werke von rund dreissig Künstlern unter anderem von Gustav Klimt, Oskar Kokoschka, Egon Schiele und Fritz Wotruba.

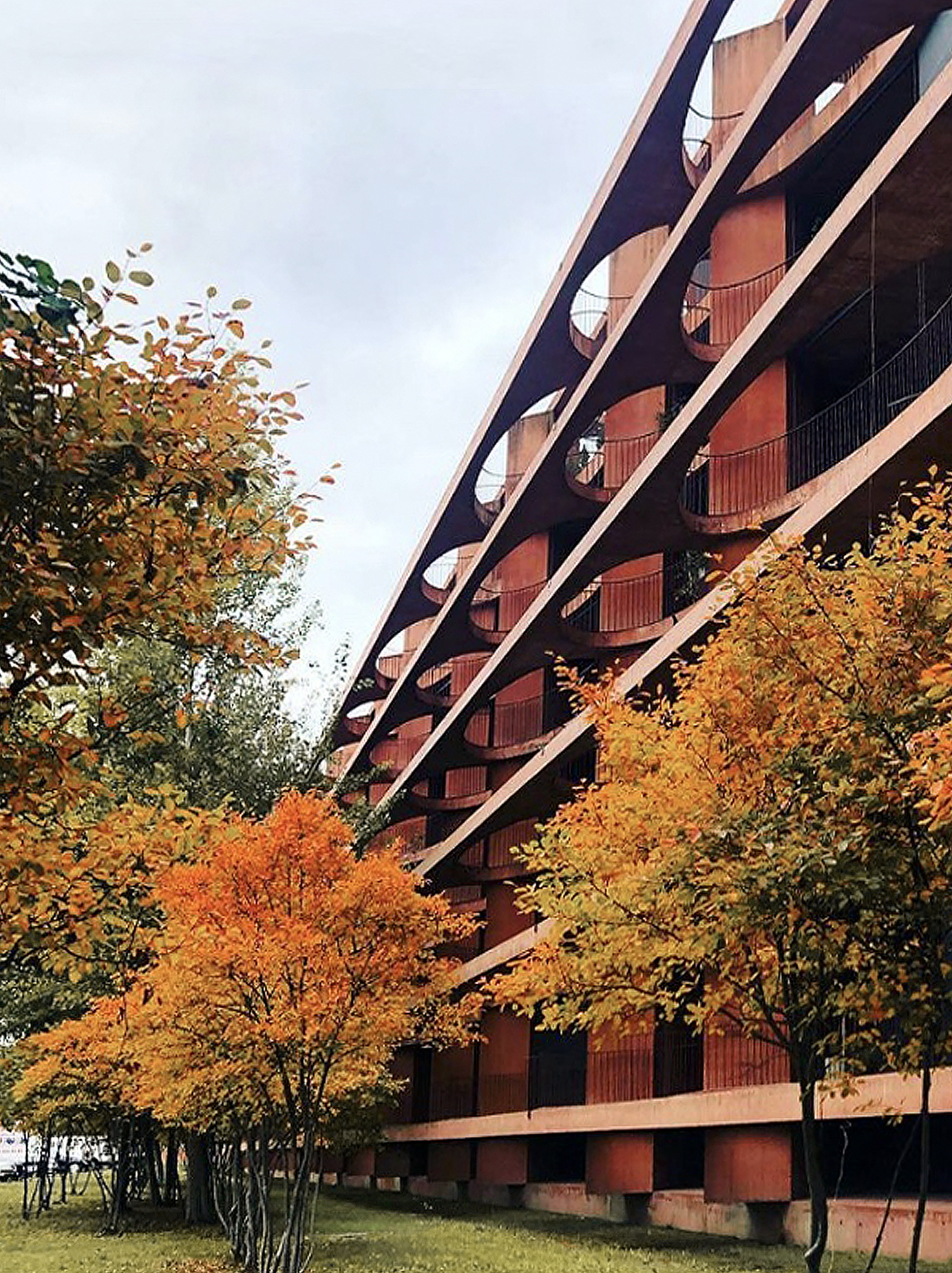
Zug-Schleife

Die im Ortsteil Oberwil gelegene Pfarrkirche Bruder Klaus wurde 1953 bis 1956 von Hanns Anton Brütsch in Betonbauweise erbaut. Ein Teil der Wände und der untere Teil des Turmes sind mit Betonsprossenelementen ausgeführt. Das Innere der Kirche ist mit Fresken von Ferdinand Gehr ausgeschmückt, die anfänglich eine heftige Kontroverse auslösten. Verschiedentlich wurde die Zerstörung dieser Bilder gefordert. 1959 bis 1966 wurden die Fresken mit Vorhängen überhängt. Ebenfalls im Ortsteil Oberwil liegt die Kapelle St. Niklaus, ein Bau aus dem Jahre 1619 mit barocken Malereien des Zuger Malers Karl Josef Speck d. Ä. Die beiden Seitenaltäre von Josef Moosbrugger stammen aus dem Jahre 1851.
Im Quartier Löberen steht die Loreto-Kapelle. Im Jahr 1704 ersetzte sie die 1522 eingeweihte Katharinenkapelle. Sie wird von der Nachbarschaft Lüssi unterhalten.
Oberhalb der Stadt steht am Zugerberg die barocke Verenakapelle, die 1710 geweiht wurde.
Im Jahr 2006 schrieb die SBB und die Stadt Zug einen Wettbewerb für ein bahnhofsnahes Grundstück aus, um es mit Wohnnutzung zu bebauen. Den Wettbewerb gewann das Projekt Zug-Schleife von Valerio Olgiati. 2012 wurde die Wohnanlage des Flimser Architekten zusammen mit dem Berner Landschaftsarchitekten Maurus Schifferli fertig gestellt. Die Churer Ingenieure Conzett Bronzini Gartmann zeichneten verantwortlich für das Tragwerk.

## Kultur

### Kirschen
Die Kultur der Zuger Kirschen (Schweizerdeutsch: Zuger Chriesi) ist rund 600 Jahre alt und prägt durch den Kirschenanbau sowie eine Vielzahl von Bräuchen und Kirschenprodukten die Identität der Region Zug wesentlich mit, so die Zuger Kirschtorte oder Zuger Kirsch als Obstbrand.

### Theater

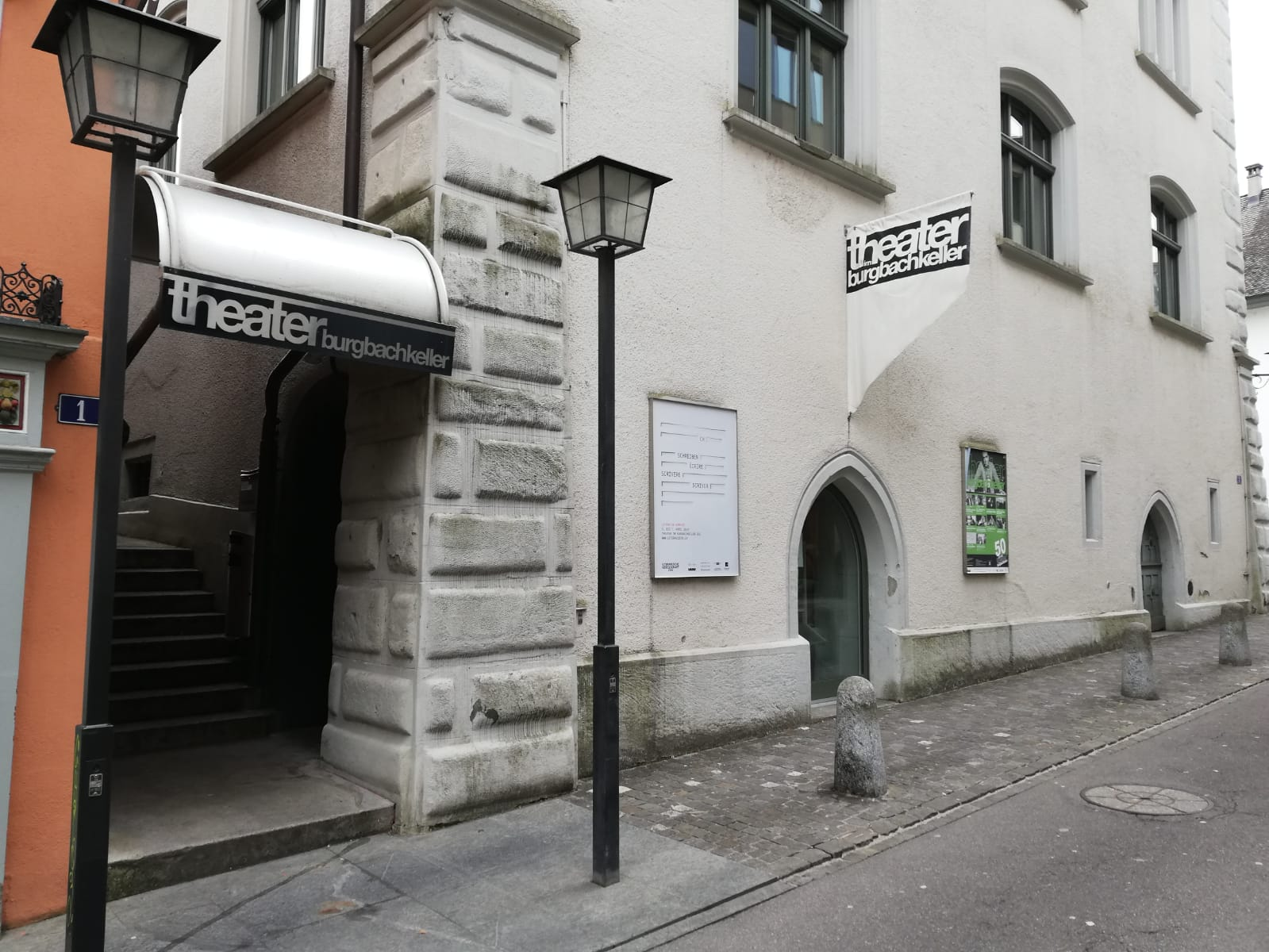
Burgbachkeller Eingang

Zug verfügt über verschiedene öffentliche und private Theater verschiedener Ausrichtung und Grösse:
- Burgbachkeller Zug: Kleintheater mit Einzelproduktionen, A-Cappella-Festival, «Jazz im Foyer» und dem russische Monat. 2018 ist das Kleintheater im Burgbachkeller ein halbes Jahrhundert alt.  Judith Wild-Haas amtet als Präsidentin des Stiftungsrats; die Theaterleitung liegt bei Roland Schlumpf. Zum Jubiläum wurden eigens 16 Sitzbänke durch Zuger Künstlerinnen und Künstler gestaltet und am Seeufer platziert.[42]  Die Festschrift Zug...Zugabe erzählt in Form einer Kleintheateraufführung die bewegende Geschichte des Kleintheaters.[43]
- Chollerhalle: Die neu entstandene Chollerhalle in der Lorzenebene mit guter Erschliessung an den öffentlichen Verkehr präsentiert einen Teil des kulturellen Netzwerkes des Kantons Zug mit regionaler und überregionaler Ausstrahlung.
- Theater Casino Zug: Das grösste Theater der Umgebung zeigt im unmittelbar am Ufer des Zugersees gelegenen Gebäudekomplex Gastspielproduktionen und kann mit seinen verschiedenen Räumen auch gemietet werden.
- Kinder- und Jugendtheater, Zug: Theaterprojekte mit Kinder, Jugendlichen und jungen Erwachsenen

### Museen
- Afrika-Museum
- Fischerei-Museum

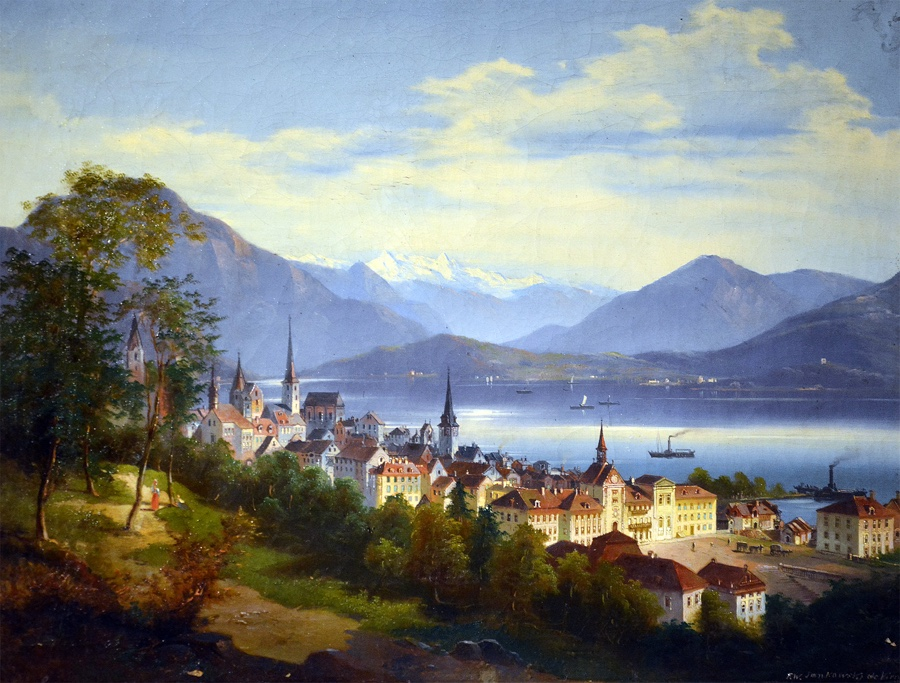
Ansicht von Zug im 19. Jahrhundert. Gemälde von Johann Wilhelm Jankowski

- Kantonales Museum für Urgeschichte
- Kunsthaus Zug
- Museum Burg Zug[44]

### Kinos
In der Stadt Zug gibt es drei Kinosäle: Seehof 1 & 2 und Gotthard. Das Kino Lux, das am Spielplan der Zuger Kinos beteiligt ist, liegt auf Baarer Boden.

### Jugendkultur
- Verein Zuger Jugendtreffpunkte (zjt)
- industrie45 (ugs. i45) – Jugendkulturzentrum Zug
- Jam On Radio – Jugendradio in der i45
- Jugendanimation Zug (jaz)
- Galvanik – Kulturzentrum
- podium41 (ehemals Chaotikum) – jugendliche Beiz
- punkto Jugend und Kind – Zuger Fachstelle
- Kinder- und Jugendtheater, Zug: Theaterprojekte mit Kinder, Jugendlichen und jungen Erwachsenen

Schulsozialarbeit ist eine spezifische soziale Dienstleistung im Schulhaus.

### Bibliothek
Die Bibliothek Zug ist die allgemeine öffentliche Bibliothek der Stadt Zug sowie die Studien- und Bildungsbibliothek für Stadt und Kanton Zug. Sie hat einen Sammlungsauftrag für Publikationen aus und über Zug (Tugiensia) und stellt zudem einen breiten und aktuellen Bestand an Medien für alle Altersgruppen zur Verfügung.

### Brauchtum
Die Stadt Zug ist reich an einem vielfältigen und gelebten Brauchtum
- Agathabrot
- Altstadtmarkt
- Bäckermöhli (Mittwoch vor St. Agatha, 5. Februar)
- Chesslete
- Chriesigloggä/Chriesisturm (Mitte/Ende Juni, Montag um 12 Uhr)
- Chriesimärt (Mitte Ende Juni/Juli, Montag bis Freitag, 15 bis 18 Uhr)
- Chröpfelimee (Altfasnachtssonntag, Sonntag nach Aschermittwoch)
- Frauenthaler Lebkuchen
- Friedensglocke
- Fronleichnam
- Greth Schell (Güdelmontag, Fasnachtsmontag)
- Michaelstag
- Märlisunntig (Zweiter Adventssonntag)
- Palmenbinden
- Räbeliechtliumzug
- Skiabfahrt Zugerberg
- Sternsingen
- Stierenmarkt (Erster Mittwoch/Donnerstag im September)
- Wallfahrt nach Einsiedeln
- Zuger Rötel

### Festivals
| Festival               | Art/Thema                   | seit | Monat                     | Nachweis |
| ---------------------- | --------------------------- | ---- | ------------------------- | -------- |
| viel jazz              | Jazz                        | 1996 | April                     |          |
| Genuss-Film-Festival   | Kino & Kulinarik            | 2015 | Mai                       |          |
| Boardstock             | Sport                       | 2001 | Juli                      |          |
| Jazz Night Zug         | Jazz                        | 1992 | August                    |          |
| Rock the Docks         | Open-Air-Festival           | 2008 | August/September          |          |
| Akkordeon Festival Zug | Akkordeon                   | 2007 | September                 |          |
| ABRAXAS                | Kinder- und Jugendliteratur | 2002 | November, alle zwei Jahre |          |
| KUNSTpause             | Ausstellung für Junge Kunst | 2004 |                           | [8]      |

### Kunst im öffentlichen Raum
(Quelle:)
| Autorenschaft           | Name                                  | Ort/Form                                                   | Jahr |
| ----------------------- | ------------------------------------- | ---------------------------------------------------------- | ---- |
| Severin Märki           | Göggel                                | 5-teilige Skulpturengruppe                                 | 2000 |
| Markus Kummer           | Bordure – 4 Findlinge                 | Kiesplatz Schützenmatt                                     | 2017 |
| Pavel Pepperstein       | Wandmalerei an der Gefängnismauer     |                                                            | 2002 |
| Ilja und Emilia Kabakow | Drinking-Fountain                     |                                                            | 2003 |
| James Turrell           | Lighttransport                        | Bahnhof Zug                                                | 2003 |
| Quido Sen               | Luftleiter                            | Fassade                                                    | 1992 |
| Rudolf Blättler         | Dreiweib und Grossweib                | Plastiken                                                  | 1986 |
| Matt Mullican           | Modell einer Kosmologie               | Plastik                                                    | 1996 |
| Anton Egloff            | Hören Ost Süd West Nord               | Plastik                                                    | 1995 |
| Carmen Perrin           | Mémoire d'une strate 1887–1996        | Plastik                                                    | 1995 |
| Maria Bettina Cogliatti | Trompe-l'oeil                         | Katastrophenbucht                                          | 1998 |
| Romano Galizia          | Schwanenpaar                          | Plastik                                                    | 1964 |
| Martin Chramosta        | Freunde gesucht ‘Shorty’              | Vorstadtquai                                               | 2018 |
| Roman Signer            | Seesicht                              | Vorstadtquai                                               | 2015 |
| Josef Staub             | Grosser Rugel                         | Plastik aus poliertem Stahlblech                           | 1997 |
| Tadashi Kawamata        | Work in Progress, runde Sitzbänke     | Arena, Holzinstallation                                    | 1997 |
| Hans Potthof            | Arkadenbemalung                       | Zollhaushalle                                              | 1986 |
| Markus Uhr              | ohne Titel                            | Neoninstallation Burgbachschulhaus                         | 2012 |
| Fritz Wotruba           | Grosse liegende Figur                 | Burgwiese, Plastik                                         | 1960 |
| Heinz Gappmayr          | ist wird                              | Wandinstallation Kunsthaus Zug                             | 1996 |
| Richard Tuttle          | Replace the Abstract Picture Plane II | Garten Kunsthaus, Metallplastik                            | 1997 |
| Markus Uhr              | UND                                   | Neoinstallation Bibliothek Zug                             | 2015 |
| Johanna Näf             | Lotosteich und Platzgestaltung        |                                                            | 1989 |
| Walter Fähndrich        | Tramonto                              | Klanginstallation währendem astronomischen Sonnenuntergang | 2008 |
| Henry Moore             | Large Standing Figure: Knife Edge     |                                                            | 1976 |
| Esther Stocker          | 22 elements                           | Baarerstrasse 84                                           | 2009 |
| Vreni Spieser           | Chrom, fliegender Teppich             | Ahornstrasse 2-8                                           | 2015 |
| Luca Degunda            | Wandmalerei No. 1                     | Galvanik Zug, Chollerstrasse 173                           | 2011 |

## Städtepartnerschaften
- Fürstenfeld, Österreich, seit 1986

Die Partnerschaft mit Fürstenfeld in der Steiermark entstand durch die Hilfe nach dem Krieg von Zug an Fürstenfeld.
- Kalesija, Bosnien-Herzegowina, seit 2008

Die Partnerschaft mit Kalesija ist der Tatsache zu verdanken, dass etwa 1'000 Einwohner Zugs aus dieser Stadt stammen; sie waren in den 1970er und 1980er Jahren als Arbeitskräfte in die Schweiz gekommen und hatten während des Bosnienkriegs in den 1990er Jahren teilweise ihre Familien nachgeholt.

## Persönlichkeiten
- Werner Steiner der Jüngere (1492–1543), Reformator in Zürich
- Johann Hürlimann († 1577), Pfarrer und Dekan in Zug
- Michael Müller (um 1570 – um 1642), Glasmaler
- Maria Küng (1587–1644), Benediktinerin und Äbtissin
- Oswald Kaiser (1600–1686), Jesuitenpater, Kunstschreiner und Baumeister
- Melchior Müller (um 1602 – 1672), Glasmaler
- Maria Euphemia Zurlauben (1657–1737), Äbtissin und Archivarin aus dem Zuger Geschlecht Zurlauben
- Joseph Müller (1659–1711/22), Stadtphysikus in Zug und Mitglied der Gelehrtenakademie Leopoldina
- Beat Heinrich Josef Zurlauben (1663–1706), Hauptmann und Brigadier in französischen Diensten
- Josef Anton Schumacher (1677–1735), Stabführer und Ammann
- Leodegar Anton Kolin (1694–1772), Pannerherr, Militär und Priester
- Johann Kaspar Luthiger (1710–1797), Vogt und Ammann
- Franz Fidel Landtwing (1714–1782), Militärunternehmer, Familienfideikommiss-Gründer und Landeshauptmann
- Verena Müller (1729–1808), Äbtissin
- Gerold Brandenberg (1733–1818), Stiftsbibliothekar von St. Gallen
- Karl Kaspar Kolin (1734–1801), Stabführer, Statthalter, Landvogt und Ammann sowie letzter Pannerherr des alten Standes Zug
- Theresia Brandenberg (1763–1845), Glockengiesserin
- Karl Stadler (1764–1822), Abt und Bibliothekar
- Johann Kaspar Moos (1774–1835), Maler
- Franz Xaver Keiser (1780–1855), Tagsatzungsgesandter und Landammann
- Elise Ruepp (1790–1873), Pionierin der Mädchenbildung
- Karl Kaspar Keiser (1805–1878), Theologe und Geistlicher, Professor und Stadtbibliothekar von Zug
- Josephine Zehnder-Stadlin (1806–1875), Pädagogin und Publizistin
- Leonz Landis (1813–1878), Baumeister und Unternehmer
- Gustav Adolf Keiser (1816–1880), Jurist, Ständerat und Landammann
- Katharina Weiss (1834–1911), Fotografin
- Joseph Spillmann (1842–1905), Jesuit und Schriftsteller
- Johann Michael Stadlin (1845–1909), Unternehmer und Kantonsrat
- Clemens Hess (1850–1918), Lehrer, Physiker und Meteorologe
- Georg Baumberger (1855–1931), Journalist, Schriftsteller und Politiker
- Albert Meyenberg (1861–1934), römisch-katholischer Theologe
- Ernst Sidler-Huguenin (1869–1922), Mediziner, Augenarzt und Hochschullehrer
- Hermann Stadlin (1872–1950), Redaktor, Bankdirektor, Kantons-, Regierungs- und Nationalrat
- Johann Michael Bossard (1874–1950), Künstler
- Wilhelm Schwerzmann (1887–1966), Bildhauer, Plastiker und Gestalter von Marionetten
- Werner E. Iten (1890–1960), Jurist, Verbandsfunktionär und Kantonsrat
- Fridolin Stocker (1898–1964), Pädagoge und Schriftsteller
- Martin Peikert (1901–1975), Künstler
- Claudio Caroni (1907–1984), Leiter der Flug- und Fahrzeugwerke Altenrhein (FFA)[50]
- Casimir Huber (1915–1974), Politiker
- Maria Hafner (1923–2018), bildende Künstlerin
- Leo Hafner (1924–2015), Architekt
- Peter Dalcher (1926–2010), Sprachwissenschafter und Lexikograph
- Hans Huber (1927–2018), Unternehmer
- Walo Lüönd (1927–2012), Schauspieler
- Walter Haettenschweiler (1933–2014), Grafikdesigner
- Werner Hofmann (1935–2005), Grafiker
- Richard Merz (1936–2015). Ballett- und Tanzkritiker
- Fritz Schaub (* 1936), Journalist und Autor
- Andreas Blum (1938–2024), Radiojournalist, Radiodirektor, Schauspieler, Politiker und Spitzensportler
- Erwin Bischof (1940–2015), Unternehmensberater, Politiker und Publizist
- Peter Ott (1942–2023), Sprachwissenschafter und Lexikograph
- Lorenz Hollenstein (* 1945), Archivar und Historiker
- Elsbeth Schneider-Kenel (* 1946), Politikerin, Regierungsrätin des Kantons Basel-Landschaft
- Nicolai Tregor (1946–2024), Bildhauer
- Christine Kamm-Kyburz (1949–2019), Kunsthistorikerin
- Thomas Hürlimann (* 1950), Schriftsteller
- Hugo Helfenstein (* 1953), Musiker
- Annelies Häcki Buhofer (* 1954), Sprachwissenschafterin und Managerin
- Christoph Kühn (* 1955), Filmregisseur
- Praxedis Hug-Rütti (* 1958), Harfenistin
- Roberto Bossard (* 1959), Jazzmusiker
- Ursula Keller (* 1959), Physikerin
- Simonetta Sommaruga (* 1960), Bundesrätin
- Ivano Edalini (* 1961), Skiläufer
- Carlo Meier (* 1961), Schriftsteller
- Andreas Kleeb (* 1962), Viehhändler, Unternehmer und Politiker
- Gerhard Pfister (* 1962), Politiker
- Sandro Bertaggia (* 1964), ehemaliger Eishockeyspieler
- Ueli Kleeb (* 1964), Gestalter, Szenograf und Künstler
- Fredy Bickel (* 1965), Fussballmanager und Journalist
- Claudio Puntin (* 1965), Musiker, Goldschmied
- Judith Stadlin (* 1965), Schriftstellerin, Schauspielerin und Kabarettistin
- Sonny Schönbächler (* 1966), ehemaliger Freestyle-Skier
- Johannes Keller (* 1968), Germanist
- Bruno Blume (* 1972), Schriftsteller und Verleger
- Stefan Rohdewald (* 1972), Historiker
- Caroline Lötscher (* 1974), Gestalterin, Szenografin und Künstlerin
- Markus Egger (* 1975), Beachvolleyballspieler
- Patrick Fischer (* 1975), Eishockeyspieler
- Thomas Heimgartner (* 1975), Lehrer, Autor, Journalist und Literaturvermittler
- Jeanette Marty (* 1975), Eishockeyspielerin
- Samuel Streiff (* 1975), Schauspieler
- Evelyne Gugolz (* 1977), Theater- und Filmschauspielerin
- Barbara Gysel (* 1977), Politikerin
- Vera Bommer (* 1982), Schauspielerin
- Alex Huber (* 1982), Jazzmusiker
- Bob Spring (* 1984), Country- und Blues-Musiker
- Michael Elsener (* 1985), Kabarettist
- Etienne Schumpf (* 1985), Politiker, Stadtrat Stadt Zug
- Daniel Henggeler (* 1988), Radrennfahrer
- Maurus Twerenbold (* 1988), Jazzmusiker
- Stéphanie Vuichard (* 1989), Kantonsrätin (Grüne)
- Nicolas Raemy (* 1992), Handballspieler
- Aldin Turkes (* 1996), Fussballspieler
- Géraldine Frey (* 1997), Sprinterin
- Yanick Gunsch (* 1997), italienischer Freestyle-Skier
- Yannick Zehnder (* 1997), Eishockeyspieler
- Noah Rupp (* 2003), Fussballspieler

### Allgemein
- Direktion für Bildung und Kultur des Kantons Zug (Hrsg.): ZG – Ein Heimatbuch. Balmer Verlag, Zug 1999, ISBN 3-85548-052-4.
- Sibylle Omlin, Christian Raschle, Sonja Stauffer, Josef Wüest: Zug – Stadt und Kanton. Balmer Verlag, Zug 2002, ISBN 3-85548-048-6.

### Geschichte
- Eugen Gruber: Geschichte des Kantons Zug. Francke, Bern 1968.
- Eugen Gruber: Grundfragen zugerischer Geschichte. Buchdruckerei Dossenbach, Baar 1952.
- Eugen Gruber: Geschichtliche Tatsachen aus den mittelalterlichen Urkunden und Dokumenten von Stadt und Land Zug. Zürcher, Zug 1951.
- Peter Hoppe: Zug (Gemeinde). In: Historisches Lexikon der Schweiz.

### Baugeschichte
- Linus Birchler: Die Kunstdenkmäler des Kantons Zug, 2. Halbband: Die Kunstdenkmäler von Zug-Stadt, mit Nachtrag 1935–1959. (= Kunstdenkmäler der Schweiz. Band 6). Hrsg. von der Gesellschaft für Schweizerische Kunstgeschichte GSK. Birkhäuser Verlag, Basel 1959. DNB 811066673.
- Adriano Boschetti-Maradi, Die Zuger Stadterweiterung von 1478. Eine städtebauliche Leistung der Renaissance. In: Georges-Bloch-Jahrbuch des Kunsthistorischen Instituts der Universität Zürich 11/12, 2004/05, 60–75.
- Adriano Boschetti-Maradi et al., Der Ausbau der Zuger Stadtbefestigung unter habsburgischer Herrschaft. In: Tugium 23/2007, 105–136.
- Josef Grünenfelder: Kirche St. Oswald in Zug. Gesellschaft für Schweizerische Kunstgeschichte, Bern 1998, ISBN 3-85782-622-3.
- Josef Grünenfelder et al.: Die Burg Zug: Archäologie – Baugeschichte – Restaurierung. Kantonsarchäologie/Schweizerischer Burgenverein, Zug/Basel 2003 (Schweizer Beiträge zur Kulturgeschichte und Archäologie des Mittelalters, Bd. 28), ISBN 3-908182-12-3.
- Christine Kamm-Kyburz: Die Reformierte Kirche und Kirchenzentrum in Zug. Schweizerische Kunstführer Serie 97, Nr. 963, Hrsg. Gesellschaft für Schweizerische Kunstgeschichte, Bern 2015.
- Christine Kamm-Kyburz, Christian Raschle, Simona Martinoli, Giovanni Francesco Menghini, Werner Stutz: Zug. In: Gesellschaft für Schweizerische Kunstgeschichte (Hrsg.): INSA Inventar der neueren Schweizer Architektur 1850–1920. Band 10. Orell Füssli, Zürich 1992, ISBN 3-280-02180-4, S. 457–544, doi:10.5169/seals-10932 (88 S. 108 Abb., e-periodica.ch – Separatdruck 2004 ISBN 3-280-05095-2).